# Маяковский, Владимир Владимирович
Влади́мир Влади́мирович Маяко́вский (7 [19] июля 1893, Багдади, Кутаисская губерния, Российская империя — 14 апреля 1930, Москва, СССР) — русский и советский поэт, драматург, киносценарист, кинорежиссёр, киноактёр, художник. Лауреат премии Ленинского комсомола (1968 — посмертно). Один из наиболее значимых русских поэтов XX века, классик советской литературы. Редактор журналов «ЛЕФ» («Левый фронт») и «Новый ЛЕФ».

## Биография

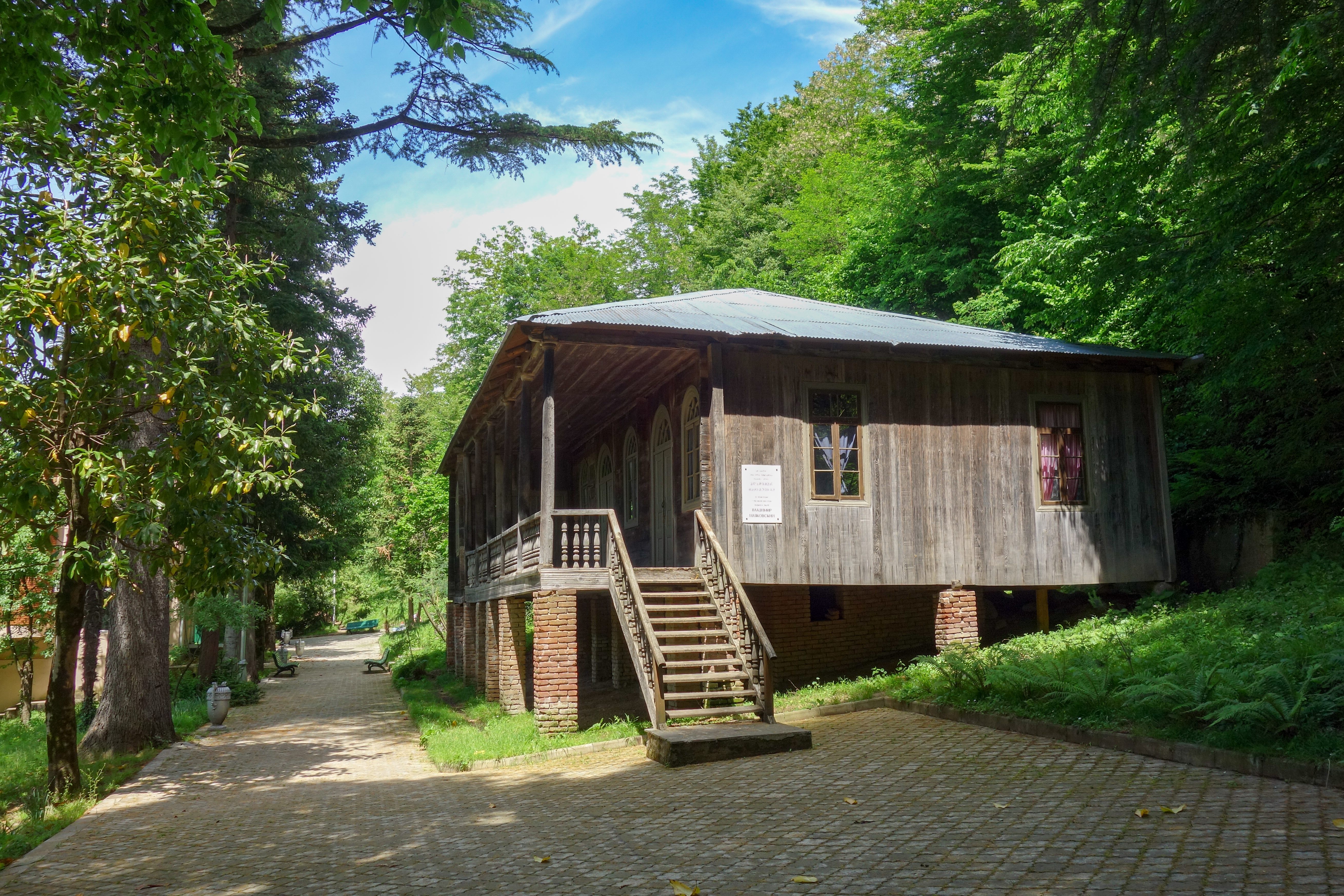
Дом, где родился Маяковский

Родился 19 июля 1893 года в грузинском селе Багдади Кутаисской губернии Российской империи, в обедневшей дворянской семье. Отец — Владимир Константинович Маяковский (1857—1906), служил лесничим третьего разряда в Эриванской губернии, а с 1889 года — в Багдатском лесничестве; Маяковский вёл род от запорожских казаков, прадед отца поэта был полковым есаулом Черноморских войск, что дало ему право получить дворянство. Мать — Александра Алексеевна Павленко (урождённая Афанасьева; 1867—1954), из рода кубанских казаков, родилась на Кубани в станице Терновской, была наполовину русской, наполовину украинкой. В поэме «Владикавказ — Тифлис» 1924 года Маяковский называет себя «грузином». О себе сказал в 1927 году: «Родился я в 1894 году на Кавказе. Отец был казак, мать — украинка. Первый язык — грузинский. Так сказать, между тремя культурами» (из интервью пражской газете «Prager Presse»). Бабушка по отцовской линии, Ефросинья Осиповна Данилевская, — двоюродная сестра автора исторических романов Г. П. Данилевского, родом из запорожских казаков. У Маяковского было две сестры: Людмила (1884—1972) и Ольга (1890—1949) и два брата: Константин (умер в трёхлетнем возрасте от скарлатины) и Александр (умер во младенчестве).
В 1902 году Маяковский поступил в гимназию в Кутаиси. Как и его родители, он свободно владел грузинским языком. Участвовал в революционной демонстрации, читал агитационные брошюры. В феврале 1906 года от заражения крови умер его отец после того, как уколол палец иголкой, сшивая бумаги. С тех пор Маяковский терпеть не мог булавок и заколок, у него развилась бактериофобия.
В июле того же года Маяковский вместе с матерью и сёстрами переехал в Москву, где поступил в 4-й класс 5-й классической гимназии (позже — московская школа № 91 на Поварской улице, здание не сохранилось), где учился в одном классе с братом Б. Л. Пастернака Александром. Семья жила в бедности. В марте 1908 года он был исключён из 5-го класса из-за неуплаты за обучение.
Первое «полустихотворение» Маяковский напечатал в нелегальном журнале «Порыв», который издавался Третьей гимназией.
В Москве Маяковский познакомился с революционно настроенными студентами, начал увлекаться марксистской литературой, в 1908 году вступил в РСДРП. Был пропагандистом в торгово-промышленном подрайоне, в 1908—1909 годах трижды арестовывался (по делу о подпольной типографии, по подозрению в связи с группой анархистов-экспроприаторов и по подозрению в пособничестве побегу женщин-политкаторжанок из Новинской тюрьмы). По первому делу был освобождён с передачей под надзор родителей по приговору суда как несовершеннолетний, действовавший «без разумения»; по второму и третьему делу был освобождён за недостатком улик.
В тюрьме Маяковский «скандалил», поэтому его часто переводили из части в часть: Басманная, Мещанская, Мясницкая и, наконец, Бутырская тюрьма, где он, по его словам в автобиографии «Я сам», провёл 11 месяцев в одиночной камере № 103 (фактически — около 6 месяцев: со 2 июля 1909 по 9 января 1910 года).

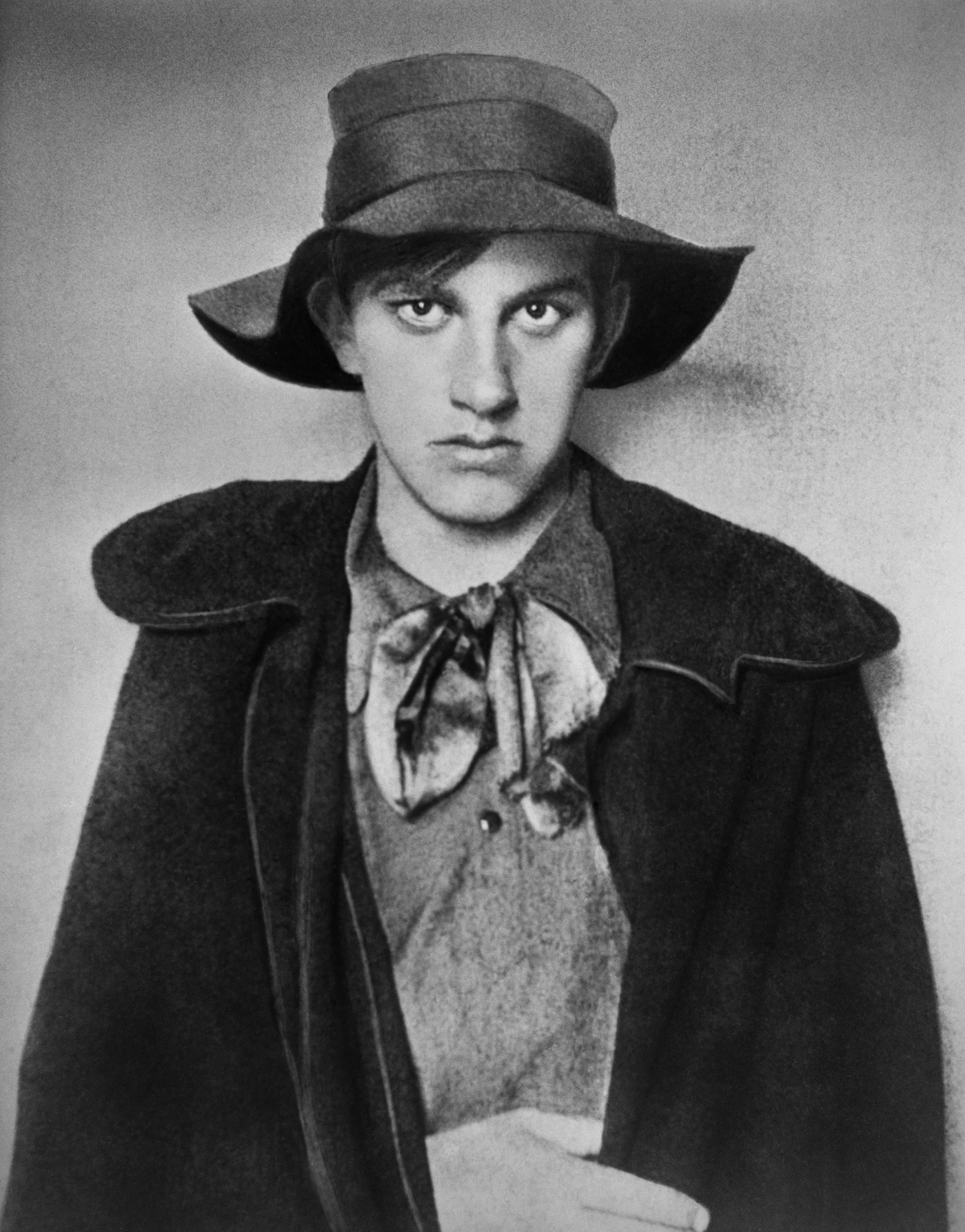
Маяковский в 1910 году

В тюрьме в 1909 году Маяковский снова стал писать стихи, но был недоволен написанным:

Вышло ходульно и ревплаксиво. Что-то вроде:
    «В золото, в пурпур леса одевались,

    Солнце играло на главах церквей.

    Ждал я: но в месяцах дни потерялись,

    Сотни томительных дней».
Исписал таким целую тетрадку. Спасибо надзирателям — при выходе отобрали. А то б ещё напечатал!
— «Я сам» (1922—1928)
Несмотря на столь критичное отношение, Маяковский именно с этой тетрадки исчислял начало своего творчества.

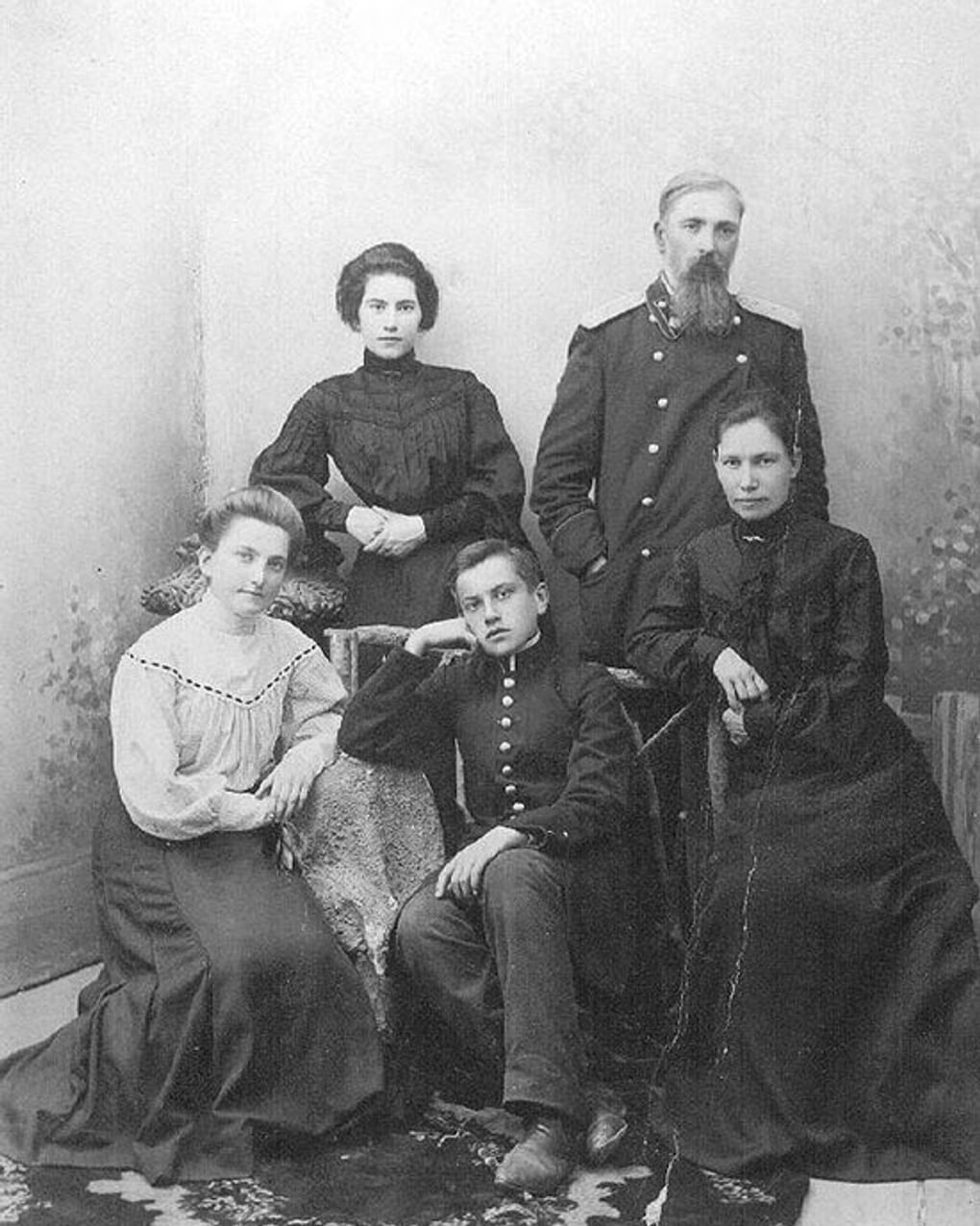
Семья Маяковских, Кутаиси, 1905 год

Из тюрьмы после третьего ареста он был освобождён в январе 1910 года. После освобождения он вышел из партии. В 1918 году писал в автобиографии: «Отчего не в партии? Коммунисты работали на фронтах. В искусстве и просвещении пока соглашатели. Меня послали б ловить рыбу в Астрахань».
В 1911 году подруга Маяковского богемная художница Евгения Ланг вдохновила его на занятия живописью.
Маяковский обучался в подготовительном классе Строгановского училища, в студиях художников С. Ю. Жуковского и П. И. Келина. В 1911 году поступил в Московское училище живописи, ваяния и зодчества — единственное место, куда приняли без свидетельства о благонадёжности. Познакомившись с Давидом Бурлюком, основателем футуристической группы «Гилея», вошёл в поэтический круг и примкнул к кубофутуристам. Первое опубликованное стихотворение называлось «Ночь» (1912), оно вошло в футуристический сборник «Пощёчина общественному вкусу».
30 ноября 1912 года состоялось первое публичное выступление Маяковского в артистическом подвале «Бродячая собака».

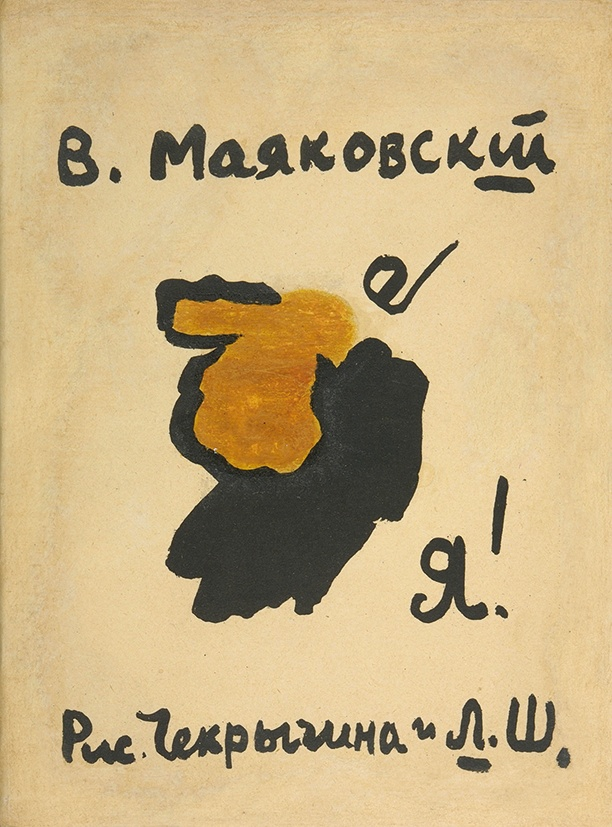
Сборник стихов Маяковского «Я!»

В 1913 году вышел первый сборник Маяковского «Я» (цикл из четырёх стихотворений). Он был написан от руки, снабжён рисунками Василия Чекрыгина и Льва Жегина и размножен литографическим способом в количестве трёхсот экземпляров. В качестве первого раздела этот сборник вошёл в книгу стихов поэта «Простое как мычание» (1916). Также его стихи появлялись на страницах футуристских альманахов «Молоко кобылиц», «Дохлая луна», «Рыкающий Парнас» и др., начали печататься в периодических изданиях.
В этом же году Маяковский обратился к драматургии. Была написана и поставлена программная трагедия «Владимир Маяковский». Декорации для неё писали художники из «Союза молодёжи» П. Н. Филонов и И. С. Школьник, а сам автор выступил режиссёром и исполнителем главной роли.
В январе 1914 года участвовал в Первой олимпиаде российского футуризма в Крыму. В феврале Маяковский и Бурлюк были исключены из училища за публичные выступления. В 1914—1915 годах Маяковский работал над поэмой «Облако в штанах». После начала Первой мировой войны вышло стихотворение «Война объявлена». В августе Маяковский решил записаться в добровольцы, но ему не позволили, объяснив это политической неблагонадёжностью. Вскоре своё отношение к службе в царской армии Маяковский выразил в стихотворении «Вам!», которое впоследствии стало песней.

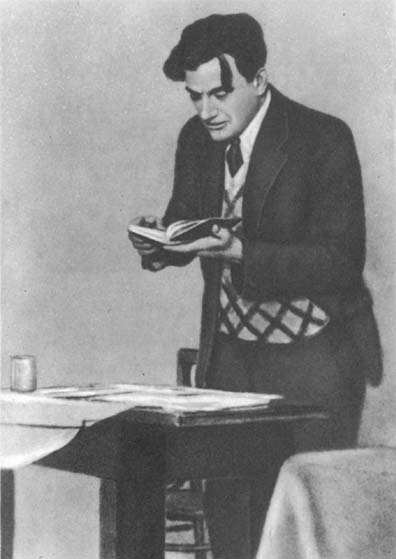
В. В. Маяковский в 1930 году

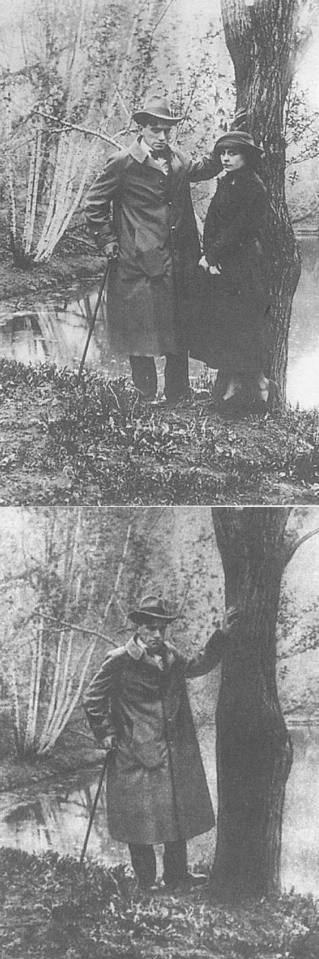
Фото 1918 года с Лилей Брик и оно же после ретуши в 1960-х годах

29 марта 1914 года Маяковский вместе с Бурлюком и Каменским прибыл с гастролями в Баку — в составе «знаменитых московских футуристов». Вечером того же дня в театре братьев Маиловых Маяковский читал доклад о футуризме, иллюстрируя его стихами.
В июле 1915 года познакомился с Лилей и Осипом Бриками. В 1915—1917 годах Маяковский, по протекции Максима Горького, проходил военную службу в Петрограде в Учебной автомобильной школе. Солдатам печататься не разрешали, но Осип Брик выкупил поэмы «Флейта-позвоночник» и «Облако в штанах» по 50 копеек за строку и напечатал. Антивоенная лирика: «Мама и убитый немцами вечер», «Я и Наполеон», поэма «Война и мир» (1915). Обращается к сатире. Выпускает цикл «Гимны» для журнала «Новый Сатирикон» (1915). В 1916 году вышел его первый большой сборник «Простое как мычание». В 1917 году — «Революция. Поэтохроника».
3 марта 1917 года Маяковский возглавил отряд из семи солдат, который арестовал командира Учебной автомобильной школы генерала П. И. Секретёва. Незадолго до этого, 31 января, Маяковский получил из рук Секретёва серебряную медаль «За усердие». В течение лета 1917 года Маяковский энергично хлопотал о признании его негодным к военной службе.
Маяковский в 1918 году снимался в трёх фильмах по собственным сценариям. В августе 1917 года задумал написать «Мистерию-буфф», которая была закончена 25 октября 1918 года и поставлена к годовщине революции (реж. — Вс. Мейерхольд, худ. — К. Малевич)

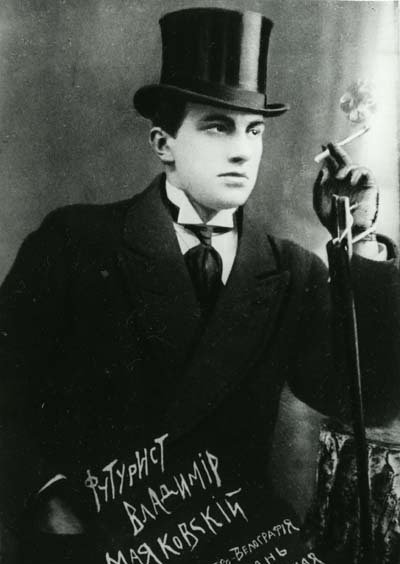
Маяковский. Казань, февраль 1914 года

 17 декабря 1918 года Маяковский впервые прочёл со сцены Матросского театра стихи «Левый марш». В марте 1919 года переехал в Москву, начал активно сотрудничать в РОСТА (1919—1921), оформил (как поэт и как художник) для РОСТА агитационно-сатирические плакаты («Окна РОСТА»). В 1919 году вышло первое собрание сочинений Маяковского — «Всё сочинённое Владимиром Маяковским. 1909—1919». В 1918—1919 годах выступал в газете «Искусство коммуны». Пропагандировал мировую революцию и революцию духа. В 1920 году закончил писать поэму «150 000 000», в которой отражена тема мировой революции.
В 1918 году Маяковский организовал группу «Комфут» (коммунистический футуризм), в 1922 году — издательство «МАФ» («Московская ассоциация футуристов»), в котором вышло несколько его книг. В 1923 году организовал группу «ЛЕФ» («Левый фронт искусств»), толстый журнал «ЛЕФ» (в 1923—1925 годах вышло семь номеров). Активно печатались Асеев, Пастернак, Осип Брик, Б. Арватов, Н. Чужак, Третьяков, Левидов, Шкловский и др. Пропагандировал лефовские теории производственного искусства, социального заказа, литературы факта. В это время издаются поэмы «Про это» (1923), «Рабочим Курска, добывшим первую руду, временный памятник работы Владимира Маяковского» (1923) и «Владимир Ильич Ленин» (1924). При чтении автором поэмы о Ленине в Большом театре, сопровождавшемся 20-минутной овацией, присутствовал Сталин. О самом «вожде народов» Маяковский упоминал в стихах только дважды.

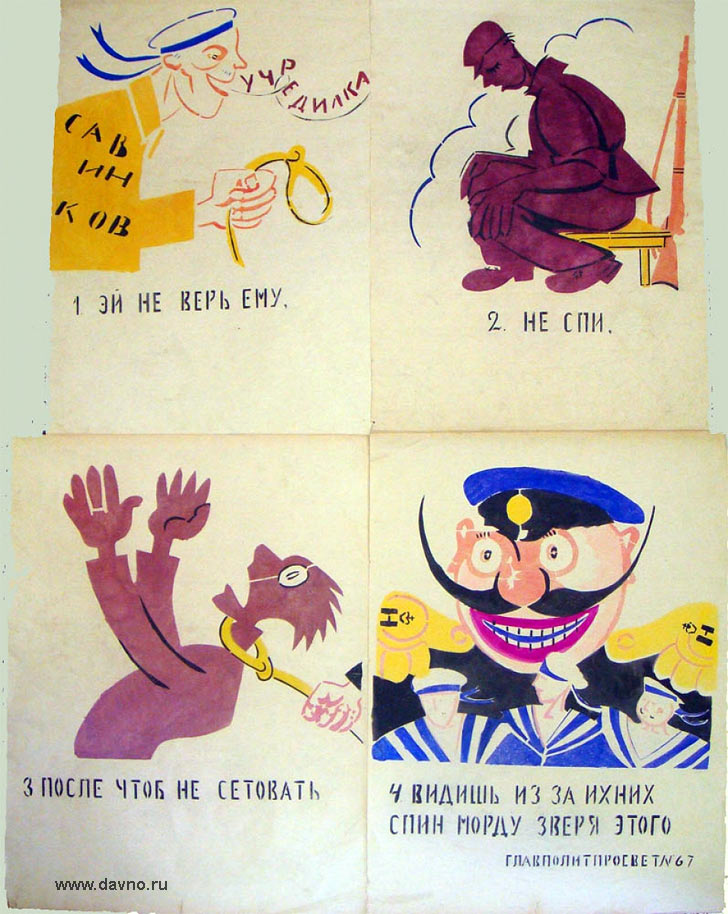
Плакат «Эй, не верь ему…», март 1921

Годы гражданской войны Маяковский считал лучшим временем в жизни; в поэме «Хорошо!», написанной в благополучном 1927 году, есть ностальгические главы. На стихи и отрывки из поэмы «Хорошо!» Владимира Маяковского Георгий Свиридов написал «Патетическую ораторию» для баса, меццо-сопрано, хора и симфонического оркестра (1959).
В 1922—1924 годах Маяковский совершил несколько поездок за границу — Латвия, Франция, Германия; писал очерки и стихи о европейских впечатлениях: «Как работает республика демократическая?» (1922); «Париж (Разговорчики с Эйфелевой башней)» (1923) и ряд других. В 1925 году состоялось самое длительное его путешествие: поездка по Америке. Маяковский посетил Гавану, Мехико и в течение трёх месяцев выступал в различных городах США с чтением стихов и докладов. Позже были написаны стихи (сборник «Испания. — Океан. — Гавана. — Мексика. — Америка») и очерк «Моё открытие Америки». В 1925—1928 годах он много ездил по Советскому Союзу, выступал в самых разных аудиториях. В эти годы поэт опубликовал такие произведения, как «Товарищу Нетте, пароходу и человеку» (1926); «По городам Союза» (1927); «Рассказ литейщика Ивана Козырева…» (1928). С 17 до 24 февраля 1926 года Маяковский побывал в Баку, выступал в оперном и драматическом театрах, перед рабочими-нефтяниками в Балаханы.
В 1922—1926 годах активно сотрудничал с «Известиями», в 1926—1929 годах — с «Комсомольской правдой». Печатался в журналах «Новый мир», «Молодая гвардия», «Огонёк», «Крокодил», «Красная нива» и др.
6 сентября 1927 года выступил в Лермонтовской галерее (Пятигорск) с чтением стихов.
В 1927 году восстановил журнал «ЛЕФ» под названием «Новый ЛЕФ». Всего вышло 24 номера. Летом 1928 года Маяковский разочаровался в «ЛЕФе» и ушёл из организации и журнала. В этом же году он начал писать свою личную биографию «Я сам». С 8 октября по 8 декабря — поездка за границу, по маршруту Берлин — Париж. В ноябре вышел в свет I и II том собрания сочинений.
Сатирические пьесы «Клоп» (1928) и «Баня» (1929) были поставлены Мейерхольдом. Сатира поэта, особенно «Баня», вызвала травлю со стороны рапповской критики. В 1929 году поэт организовал группу «РЕФ», но уже в феврале 1930 года ушёл из неё, вступив в РАПП.

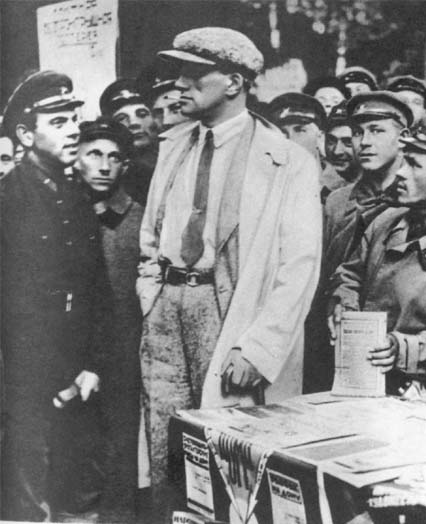
В. Маяковский на встрече с красноармейцами

Многие исследователи[кто?] творческого развития Маяковского уподобляют его поэтическую жизнь пятиактному действу с прологом и эпилогом. Роль своего рода пролога в творческом пути поэта сыграла трагедия «Владимир Маяковский» (1913), первым актом стали поэмы «Облако в штанах» (1914—1915) и «Флейта-позвоночник» (1915), вторым актом — поэмы «Война и мир» (1915—1916) и «Человек» (1916—1917), третьим актом — пьеса «Мистерия-буфф» (первый вариант — 1918, второй — 1920—1921) и поэма «150 000 000» (1919—1920), четвёртым актом — поэмы «Люблю» (1922), «Про это» (1923) и «Владимир Ильич Ленин» (1924), пятым актом — поэма «Хорошо!» (1927) и пьесы «Клоп» (1928—1929) и «Баня» (1929—1930), эпилогом — первое и второе вступления в поэму «Во весь голос» (1928—1930) и предсмертное письмо поэта «Всем» (12 апреля 1930 года). Остальные произведения Маяковского, в том числе многочисленные стихотворения, тяготеют к тем или иным частям этой общей картины, основу которой составляют крупные произведения поэта.
В своих произведениях Маяковский был бескомпромиссен, поэтому и неудобен. В произведениях, написанных им в конце 1920-х годов, стали возникать трагические мотивы. Критики называли его лишь «попутчиком», а не «пролетарским писателем», каким он себя хотел видеть. В 1930 году он организовал выставку, посвящённую 20-летию его творчества, но ему всячески мешали, а саму экспозицию никто из писателей и руководителей государства не посетил.
Весной 1930 года в Цирке на Цветном бульваре готовилось грандиозное представление «Москва горит» по пьесе Маяковского, генеральная репетиция которого намечалась на 21 апреля, но поэт до неё не дожил.
Маяковский стоял у истоков советской рекламы. За рекламную и агитационную деятельность поэт подвергался критике со стороны Б. Пастернака, В. Катаева и М. Светлова.
Маяковский любил азартные игры и увлекался игрой на бильярде. Играл он для уровня любителя очень хорошо, у него был поразительно точный и сильный удар. С профессиональными игроками он играл редко, так как ему «претили ухищрения профессиональной игры», но и игры «пустой», то есть без всякой ставки, он тоже не любил. По его мнению, какой-то, пусть хоть маленький «интерес» (то есть какая-то материальная заинтересованность) у игроков должен быть. Исключения он делал только для партнёров заведомо слабых — так он играл, например, с Луначарским, который игру очень любил, пользовался любой свободной минутой, чтобы «покатать шарики», но играл чрезвычайно слабо.

### Личная жизнь
На протяжении длительного периода творческой жизни Маяковского его музой была Лиля Брик.
Маяковский и Лиля Брик познакомились в июле 1915 года на даче её родителей в Малаховке под Москвой. В конце июля сестра Лили Эльза Триоле, у которой с поэтом был поверхностный роман, привела недавно прибывшего из Финляндии Маяковского в петроградскую квартиру Бриков на ул. Жуковского, 7. Брики, далёкие от литературы люди, занимались предпринимательством, унаследовав от родителей небольшой, но доходный коралловый бизнес. Маяковский прочитал у них дома ещё не опубликованную поэму «Облако в штанах» и после восторженного восприятия посвятил её хозяйке — «Тебе, Лиля». Этот день поэт позднее назвал «радостнейшей датой». Осип Брик, муж Лили, в сентябре 1915 года издал поэму небольшим тиражом. Увлёкшись Лилей, поэт поселился в отеле «Пале Рояль» на Пушкинской улице в Петрограде, так и не вернувшись в Финляндию и оставив там «даму сердца». В ноябре футурист переехал ещё ближе к квартире Бриков — на Надеждинскую улицу, 52. Вскоре Маяковский познакомил новых друзей с друзьями, поэтами-футуристами — Д. Бурлюком, В. Каменским, Б. Пастернаком, В. Хлебниковым и др. Квартира Бриков на ул. Жуковского становится богемным салоном, который посещали не только футуристы, но и М. Кузмин, М. Горький, В. Шкловский, Р. Якобсон, а также другие литераторы, филологи и художники.

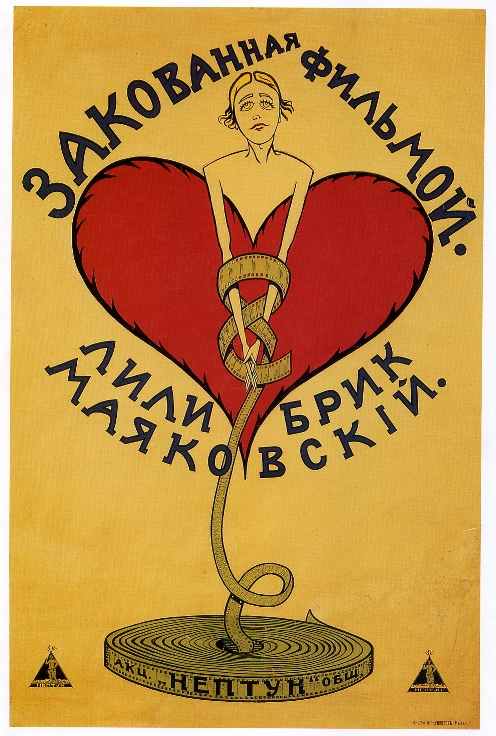
Автор плаката В. Маяковский

Вскоре между Маяковским и Лилей Брик при очевидном попустительстве Осипа вспыхнул бурный роман, который нашёл своё отражение в поэмах «Флейта-позвоночник» (1915) и «Человек» (1916) и в стихотворениях «Ко всему» (1916), «Лиличка! Вместо письма» (1916). После этого Маяковский все свои произведения (кроме поэмы «Владимир Ильич Ленин») стал посвящать Лиле Брик. В 1928 году, при публикации его первого собрания сочинений, Маяковский посвятил ей и все произведения, созданные до их знакомства.
В 1918 году Брик и Маяковский снялись в киноленте «Закованная фильмой» по сценарию Маяковского. К настоящему времени фильм сохранился фрагментарно. Уцелели также фотографии и большой плакат, где нарисована Брик, опутанная плёнкой.
С лета 1918 года Маяковский и Брики жили совместно, втроём, что вполне укладывалось в популярную после революции брачно-любовную концепцию, известную как «теория стакана воды». В это время все трое окончательно перешли на большевистские позиции. В начале марта 1919 года они переехали из Петрограда в Москву в коммуналку в Полуэктовом переулке, 5, а затем, с сентября 1920-го, обосновались в двух комнатах в доме на углу Мясницкой улицы в Водопьяном переулке, 3. Затем все трое переехали в квартиру в Гендриковом переулке на Таганке. Маяковский и Лиля работали в «Окнах РОСТА», а Осип некоторое время служил в ЧК и состоял в партии большевиков.

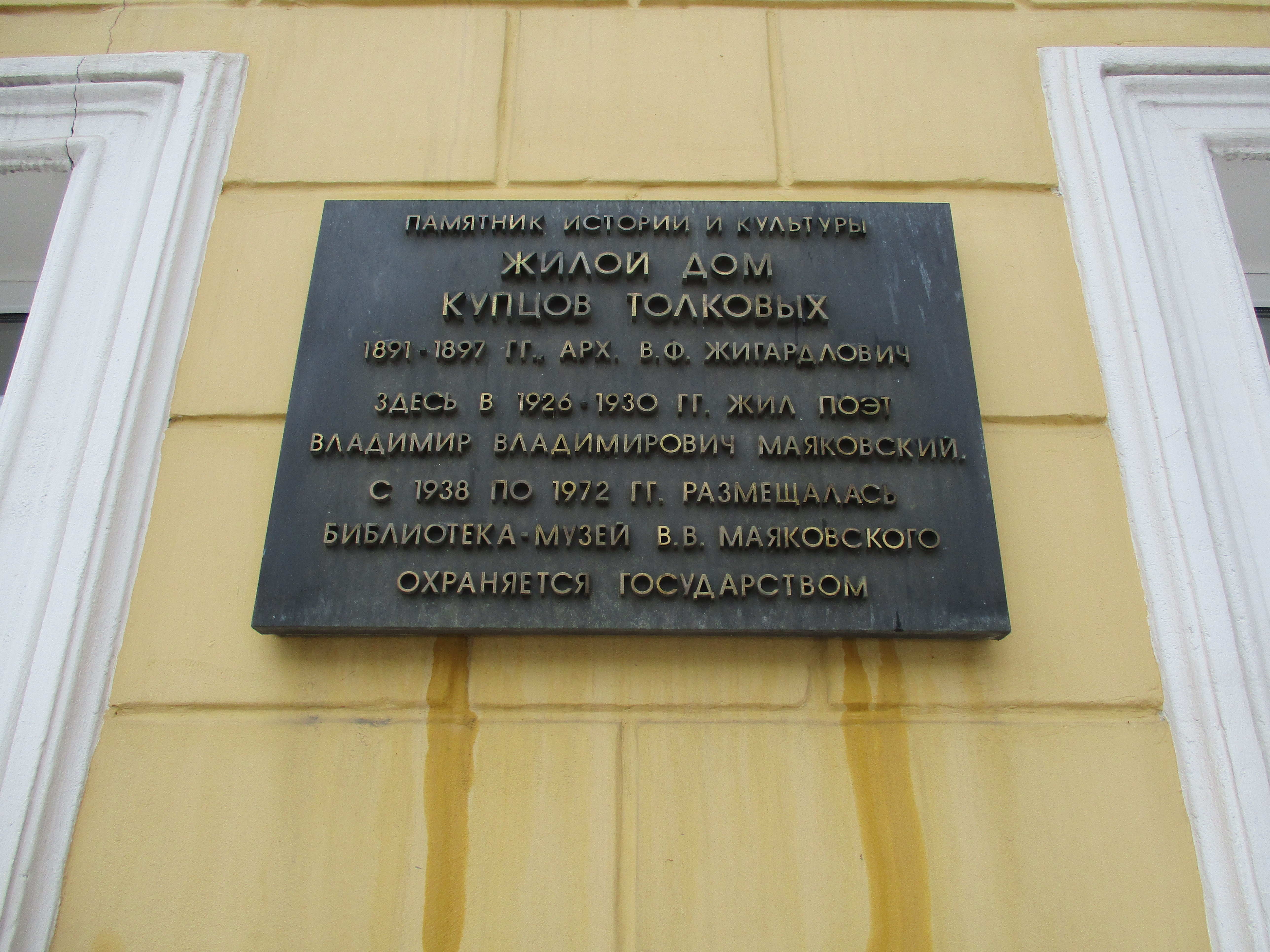
Памятная доска, посвящённая Маяковскому, по адресу пер. Маяковского, 15/13

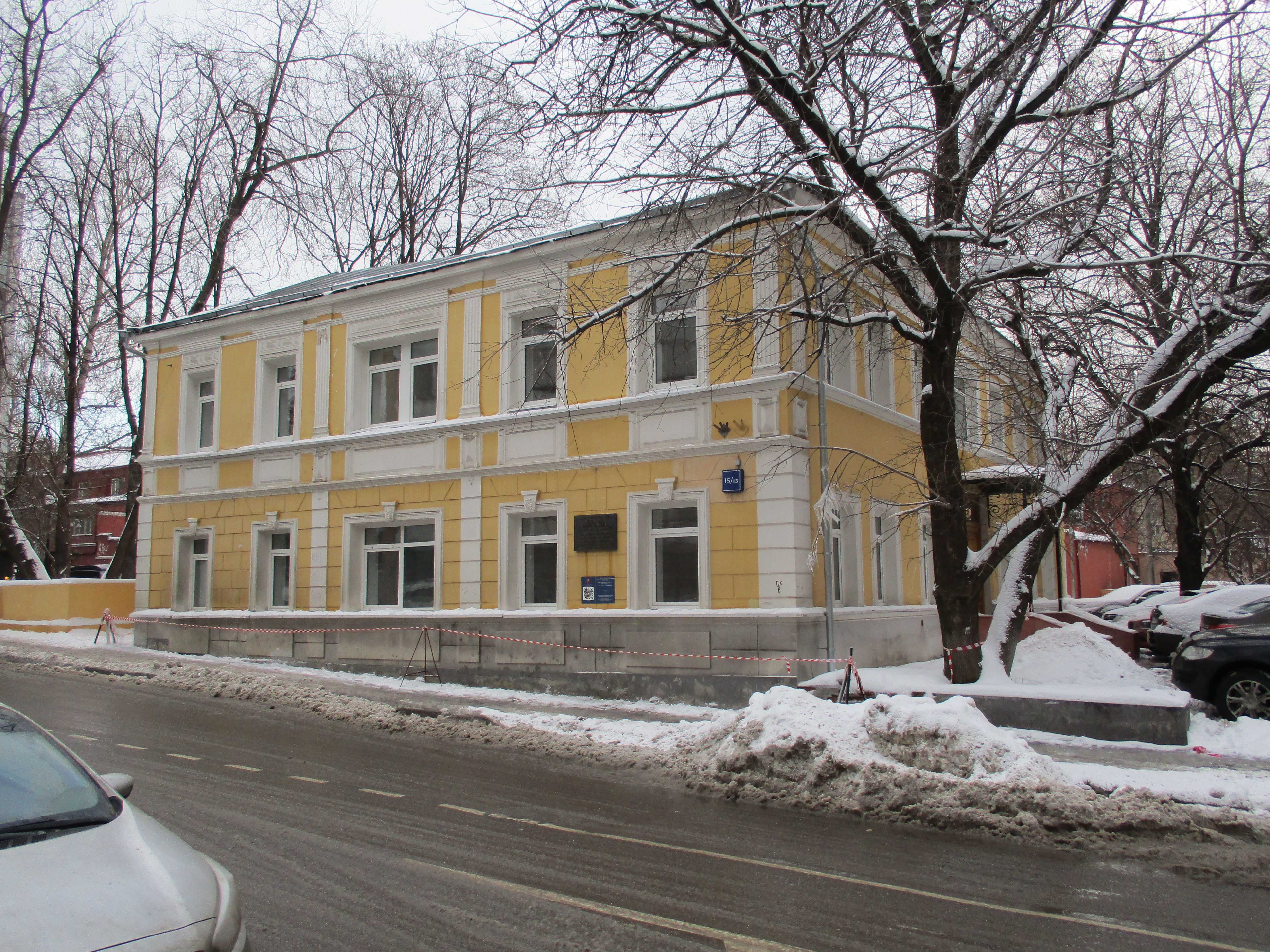
Дом, в котором жил Маяковский, по адресу пер. Маяковского, 15/13

Несмотря на тесное общение с Лилей Брик, личная жизнь Маяковского ею не ограничивалась. Согласно свидетельствам и материалам, собранным в документальном фильме Первого канала «Третий лишний», премьера которого была показана к 120-летию поэта 20 июля 2013 года, Маяковский является родным отцом советского скульптора Глеба-Никиты Лавинского (1921—1986). С его матерью, художницей Лилей Лавинской, поэт близко познакомился в 1920 году, работая в Окнах сатиры РОСТА.
По воспоминаниям А. А. Вознесенского:

Уже в старости Лиля Брик потрясла меня таким признанием: «Я любила заниматься любовью с Осей. Мы тогда запирали Володю на кухне. Он рвался, хотел к нам, царапался в дверь и плакал» … «Она казалась мне монстром, — признавался Вознесенский. — Но Маяковский любил такую. С хлыстом…»

Лиля Юрьевна Брик любила эпатаж, и к подобным её высказываниям следует относиться с осторожностью. Примерно в те же годы она писала:

Только в 1918 году я могла с уверенностью сказать О. М. [Брику — ВП] о нашей любви [с Маяковским — ВП]. С 1915-го года мои отношения с О. М. перешли в чисто дружеские, и эта любовь не могла омрачить ни мою с ним дружбу, ни дружбу Маяковского и Брика <…> Мы с Осей больше никогда не были близки физически, так что все сплетни о «треугольнике», «любви втроем» и т. п. — совершенно не похоже на то, что было.
Так как с 1922 года Маяковского стали много печатать в «Известиях» и других крупнейших изданиях, он мог себе позволить вместе с семейством Бриков часто и подолгу проживать за границей.
В 1922 году Лиля Брик опубликовала в рижской газете «Новый путь» большую статью о футуристах и о Маяковском. Она же организовала ему выступления. Все девять дней они жили в отеле «Бельвю», и там же была закончена поэма «Люблю». В конце 1922 года Брик одновременно с Маяковским имела длительный и серьёзный роман с руководителем Промбанка А. Краснощёковым. Этот роман едва не привёл к разрыву отношений с Маяковским. Два месяца Маяковский и Брики жили отдельно. Эта история нашла своё отражение в поэме «Про это».
Лиля Брик делала подобные замечания о Маяковском в узком кругу:

Вы себе представляете, Володя такой скучный, он даже устраивает сцены ревности.
<…>
Какая разница между Володей и извозчиком? Один управляет лошадью, другой — рифмой.

Что касается его переживаний, то они, видимо, мало трогали Лилю Юрьевну, наоборот — она видела в них своеобразную «пользу»:

Страдать Володе полезно, он помучается и напишет хорошие стихи.

Летом 1923 года Маяковский и Брики вылетели в Германию. Это был один из первых полётов «Дерулюфта» из СССР. Первые три недели они провели под Гёттингеном, потом отправились на север страны, на остров Нордерней, где отдыхали вместе с Виктором Шкловским и Романом Якобсоном.
В 1924 году в стихотворении «Юбилейное» Маяковский писал: «Я теперь свободен от любви и от плакатов», и ещё: «…вот и любви пришёл каюк, дорогой Владим Владимыч». Как полагает литературовед К. Карчевский, эти произведения знаменуют «непоправимый перелом» в отношениях поэта с Лилей Брик, после которого к прежней близости они уже не возвращались.
В 1926 году Маяковский получил квартиру в Гендриковом переулке, в которой они втроём с Бриками жили до 1930 года (ныне — переулок Маяковского, 15/13). В этой квартире еженедельно проходили собрания участников «ЛЕФ». Лиля, формально не числясь в сотрудниках, принимала самое деятельное участие в создании журнала.
В 1927 году вышел фильм «Третья Мещанская» («Любовь втроём») режиссёра Абрама Роома. Сценарий написал Виктор Шкловский, взяв за основу хорошо ему известную «любовь втроём» Маяковского с Бриками.
В это время Лиля Брик занималась также писательской, переводческой деятельностью (переводила с немецкого Гросса[de] и Виттфогеля) и издательскими делами Маяковского.
Несмотря на длительные отношения с Брик, у Маяковского было немало иных романов и увлечений как на родине, так и за границей — в США и Франции. В 1926 году от русской эмигрантки Элли Джонс (Елизаветы Зиберт) в Нью-Йорке родилась его дочь Элен-Патрисия, которую Маяковский единственный раз увидел в 1928 году в Ницце. Другие возлюбленные — Софья Шамардина и Наталья Брюханенко. С ними Лиля Брик до конца своих дней сохранила дружеские отношения. В Париже Маяковский познакомился с русской эмигранткой Татьяной Яковлевой, в которую влюбился и посвятил ей два стихотворения: «Письмо товарищу Кострову из Парижа о сущности любви» и «Письмо Татьяне Яковлевой» (опубликовано через 26 лет). Вместе с Яковлевой Маяковский выбрал Брик в Париже подарок — автомобиль «Рено». Брик стала второй женщиной-москвичкой за рулём.
По приезде в Москву Маяковский безуспешно пытался уговорить Яковлеву вернуться в Россию. В конце 1929 года Маяковский должен был приехать за ней, но не смог этого сделать из-за визовых проблем.
Последним романом Маяковского стала молодая и красивая актриса МХАТа Вероника Полонская (1908—1994). В пору их первой встречи ей было 21, ему — 36. Полонская была замужем за актёром Михаилом Яншиным, но не уходила от мужа, понимая, что роман с Маяковским, характер которого оценивала как «сложный, неровный, с перепадами настроений», в любой момент может прерваться.
В 1940 году Л. К. Чуковская вспоминала, как ездила в Москву к Брикам по поводу издания однотомника В. Маяковского: «Общаться с ними было мне трудно, весь стиль дома — не по душе. Мне показалось к тому же, что Лиля Юрьевна безо всякого интереса относится к стихам Маяковского. Не понравились мне и рябчики на столе, и анекдоты за столом…».

#### Дети
Маяковский не состоял ни в одном зарегистрированном браке. Известно о двух его детях:

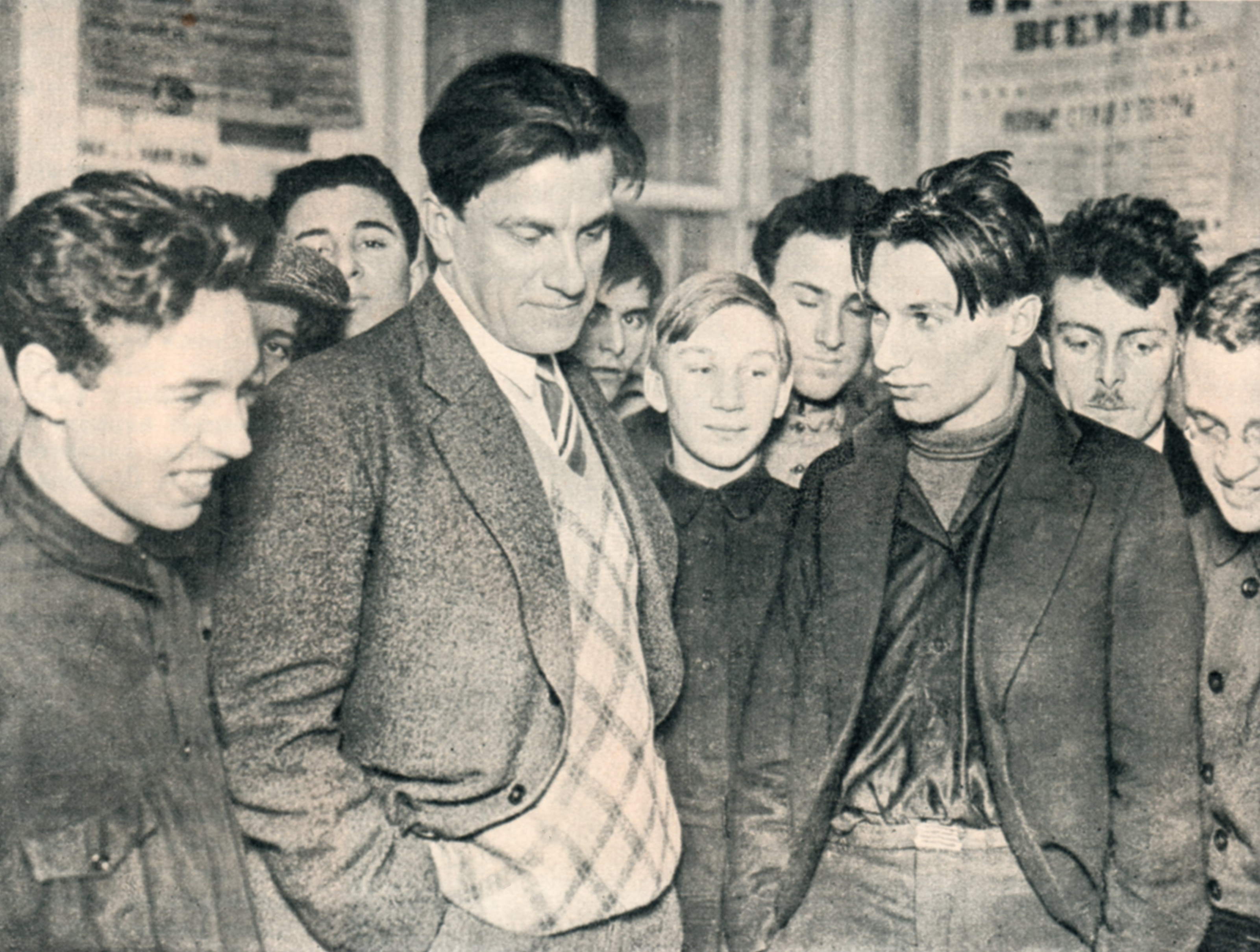
В. В. Маяковский на своей выставке «20 лет работы», 1930

Сын Глеб-Никита Антонович Лавинский (1921—1986);
Дочь Патрисия Томпсон (Елена Владимировна Маяковская) (1926—2016).

### Смерть

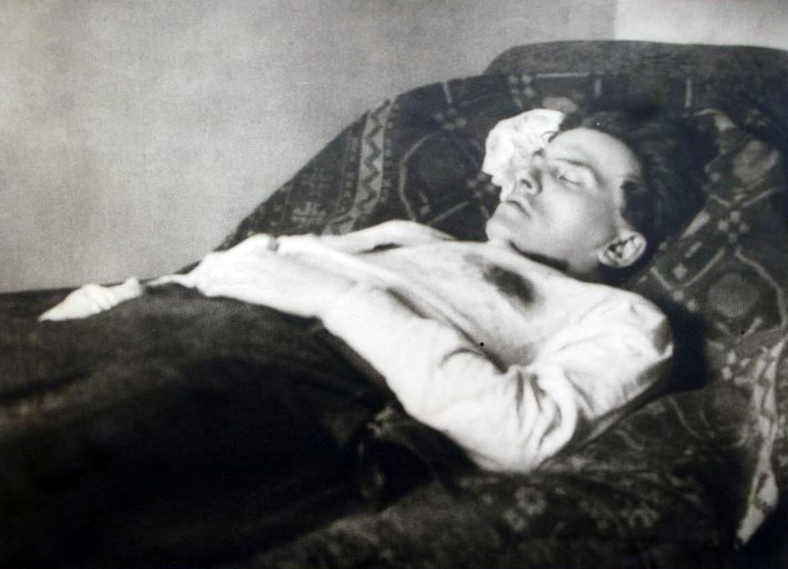
Тело В. Маяковского

Могила Маяковского на Новодевичьем кладбище

В 1930 году Маяковский много болел. В феврале Лиля и Осип Брик уехали в Европу. Маяковского описывали в газетах как «попутчика советской власти» — в то время как он сам видел себя пролетарским писателем. Долгожданную выставку «20 лет работы» не посетил никто из видных литераторов и руководителей государства, на что надеялся поэт. Без успеха в марте прошла премьера пьесы «Баня», провал ожидал и спектакль «Клоп». В начале апреля 1930-го из свёрстанного журнала «Печать и революция» изъяли приветствие «великому пролетарскому поэту по случаю 20-летия работы и общественной деятельности». В литературных кругах циркулировали разговоры о том, что Маяковский «исписался». Ему отказали в визе для заграничной поездки. За два дня до самоубийства, 12 апреля, у Маяковского состоялась встреча с читателями в Политехническом институте, на которой собрались, в основном, комсомольцы; прозвучало много нелестных выкриков с мест. Маяковского повсюду преследовали ссоры и скандалы. Его психическое состояние становилось всё более нестабильным.
С весны 1919 года Маяковский, несмотря на то, что постоянно жил с Бриками, располагал для работы маленькой комнатой-лодочкой на четвёртом этаже в коммунальной квартире на Лубянке (ныне это Государственный музей В. В. Маяковского, Лубянский проезд, д. 3/6 стр. 4), в которой и произошло его самоубийство.
Утром 14 апреля у Маяковского было назначено свидание с Вероникой (Норой) Полонской. С Полонской он встречался уже второй год, настаивал на её разводе и даже записался в писательский кооператив в проезде Художественного театра, куда вместе с Полонской собирался переехать жить.
Как в 1990 году вспоминала 82-летняя Полонская в интервью журналу «Советский экран» (№ 13 — 1990), в то утро поэт заехал за ней в восемь часов, потому что в 10:30 у неё в театре была назначена репетиция с Немировичем-Данченко.

Я не могла опоздать, это злило Владимира Владимировича. Он запер двери, спрятал ключ в карман, стал требовать, чтобы я не ходила в театр, и вообще ушла оттуда. Плакал… Я спросила, не проводит ли он меня. «Нет»,— сказал он, но обещал позвонить. И ещё спросил, есть ли у меня деньги на такси. Денег у меня не было, он дал двадцать рублей… Я успела дойти до парадной двери и услышала выстрел. Заметалась, боялась вернуться. Потом вошла и увидела ещё не рассеявшийся дым от выстрела. На груди Маяковского было небольшое кровавое пятно. Я бросилась к нему, я повторяла: «Что вы сделали?…» Он пытался приподнять голову. Потом голова упала, и он стал страшно бледнеть… Появились люди, мне кто-то сказал: «Бегите, встречайте карету „Скорой помощи“»… Выбежала, встретила. Вернулась, а на лестнице мне кто-то говорит: «Поздно. Умер…»— Вероника Полонская
Предсмертное письмо, заготовленное двумя днями ранее, внятное и подробное (что, по мнению исследователей, исключает версию о спонтанности выстрела), начинается словами: «В том, что умираю, не вините никого и, пожалуйста, не сплетничайте, покойник этого ужасно не любил…». Поэт называет Лилю Брик (а также Веронику Полонскую), мать и сестёр членами своей семьи и просит все стихи и архивы передать Брикам. На похороны Брики успели прибыть, срочно прервав европейское турне; Полонская же, напротив, не решилась присутствовать, поскольку мать и сёстры Маяковского считали её виновницей гибели поэта. Три дня при нескончаемом людском потоке прощание шло в Доме писателей. К Донскому кладбищу поэта в железном гробу под пение «Интернационала» провожали десятки тысяч поклонников его таланта. По иронии судьбы, «футуристический» железный гроб Маяковскому сделал скульптор-авангардист Антон Лавинский, муж художницы Лили Лавинской, родившей от связи с Маяковским сына.
Поэт был кремирован в открытом тремя годами ранее первом московском крематории близ Донского монастыря. Мозг был изъят для исследований Институтом мозга. Первоначально прах находился там же, в колумбарии Нового Донского кладбища, но в результате настойчивых действий Лили Брик и старшей сестры поэта Людмилы урна с прахом Маяковского 22 мая 1952 года была перенесена и захоронена на Новодевичьем кладбище (уч. 1).

## Творчество

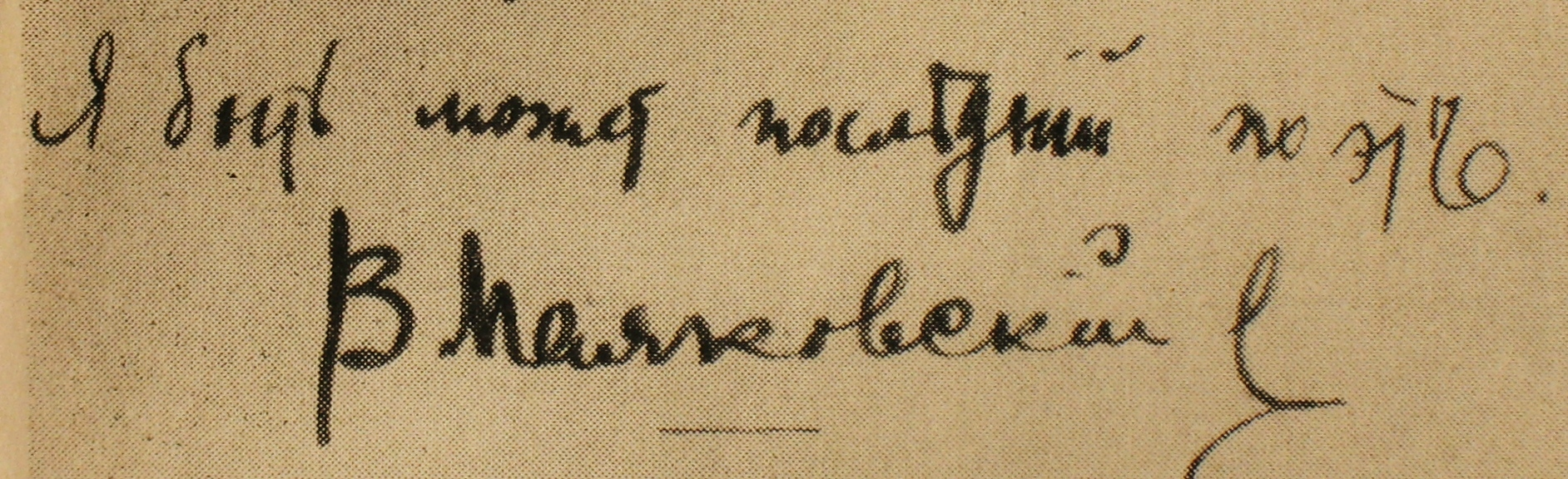
«Я, быть может, последний поэт…» Автограф Маяковского

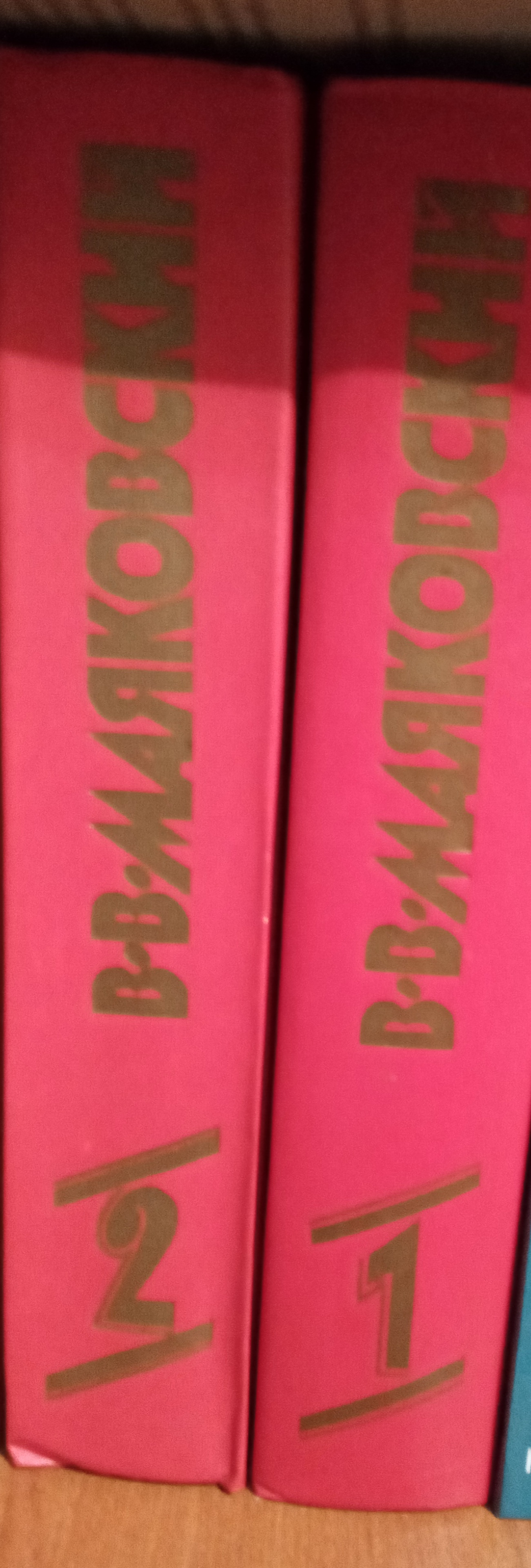
В. Маяковский. «Сочинения в 2 томах». Москва, «Правда», 1987, 6000000 экземпляров

Раннее творчество Маяковского было экспрессивно и метафорично («Пойду рыдать, что перекрёстком распяты городовые», «А вы могли бы?»), сочетало энергию митинга и демонстрации с лиричнейшей камерностью («Скрипка издёргалась упрашивая»), ницшеанское богоборчество и тщательно замаскированное в душе религиозное чувство («Я, воспевающий машину и Англию / Может быть просто / В самом обыкновенном Евангелии / Тринадцатый апостол»).
По признанию поэта, всё началось со строки Андрея Белого «В небеса запустил ананасом».
Давид Бурлюк познакомил молодого поэта с поэзией Рембо, Бодлера, Верлена, Верхарна, но решающее воздействие оказал свободный стих Уитмена. Маяковский не признавал традиционные стихотворные размеры, он придумывал для своих стихов ритм; полиметрические композиции объединяются стилем и единой синтаксической интонацией, которая задаётся графической подачей стиха: сначала разделением стиха на несколько строк, записываемых в столбик, а с 1923 года — знаменитой «лесенкой», которая стала «визитной карточкой» Маяковского. «Лесенка» помогала Маяковскому заставить читать его стихи с правильной интонацией, так как запятых иногда было недостаточно.
После 1917 года Маяковский стал много писать; за пять предреволюционных лет им написан один том стихов и прозы; за двенадцать послереволюционных лет — одиннадцать томов. Например, в 1928 году он написал 125 стихотворений и пьесу. Много времени он проводил в разъездах по Советскому Союзу и за рубежом. В поездках порою проводил по 2—3 выступления в день (не считая участия в диспутах, собраниях, конференциях и т. д.), однако впоследствии в работах Маяковского стали появляться тревожные и беспокойные мысли; он изобличает пороки и недостатки нового строя (от стихотворения «Прозаседавшиеся», 1922, до пьесы «Баня», 1929). Его «заграничные поездки» воспринимают как попытки убежать от себя, в поэме «Во весь голос» присутствует строчка «роясь в сегодняшнем окаменевшем говне» (в подкорректированном цензурой варианте — «дерьме»). Хотя стихи, проникнутые официальной бодростью, в том числе посвящённые коллективизации, он продолжал создавать до последних дней. Ещё одна особенность поэта — сочетание пафосности и лиричности с ядовитейшей щедринской сатирой.
Лирическая сторона Маяковского раскрылась в «Неоконченном» (1928—1930):

пускай седины обнаруживает стрижка и бритьё

Пусть серебро годов вызванивает

                                уймою

надеюсь верую вовеки не придёт

ко мне позорное благоразумие
— Неоконченное. I. «Любит? не любит? Я руки ломаю…»

Ты посмотри какая в мире тишь

Ночь обложила небо звёздной данью

в такие вот часы встаёшь и говоришь

векам истории и мирозданию
— Неоконченное. IV. «Уже второй должно быть ты легла…»
Лирические строчки из американского цикла, написанные ещё в 1925 году:

Я хочу быть понят родной страной,

а не буду понят —

        что ж?!

По родной стране

        пройду стороной,

как проходит

        косой дождь.

Автор тогда не решился включить в текст стихотворения, но в 1928 году опубликовал их в составе критической статьи, хотя и с пояснением: «Несмотря на всю романсовую чувствительность (публика хватается за платки), я эти красивые, подмоченные дождём пёрышки вырвал».
Маяковский оказал большое влияние на поэзию XX века (особенно на Кирсанова, Вознесенского, Евтушенко, Рождественского, Кедрова).
Маяковский бесстрашно обратился к потомкам, в далёкое будущее, уверенный, что его будут помнить через сотни лет:

Мой стих

        трудом

              громаду лет прорвёт

и явится

        весомо,

               грубо,

                     зримо,

как в наши дни

              вошёл водопровод,

сработанный

           ещё рабами Рима.
— Во весь голос

### Переводы
- Маяковский, Владимир Владимирович (1893—1930). The bedbug and selected poetry [Текст] / Vladimir Mayakovsky; Transl. by Max Hayward and George Reavey, ed. by Patricia Blake. — New York: Meridian books, 1960. — 317 с.

## В музыке
- 1957 — «Левый марш» (нем. Linker Marsch) композитора Ханса Эйслера на стихи Владимира Маяковского в немецком переводе Хуго Хупперта. Наиболее известен в исполнении Эрнста Буша.
- 1958—1959 — «Патетическая оратория», музыкальное произведение Георгия Свиридова на стихи Владимира Маяковского.
- 1971 — «О фатальных датах и цифрах» Владимира Высоцкого.
- 1979 — рок-группа Мистерия-Буфф (названа в честь пьесы Владимира Маяковского) начинает концертную деятельность и запись песен на стихи поэта («Наш марш», «Ешь ананасы», «Нате!», «Кошачьи похороны» и другие).
- 1983 — Исполнены хоры композитора Сергея Зубковского: Было — есть; И жизнь хороша, и жить хорошо; Комсомольская; Майская песенка; Маяковский — нам (кантата); Наш марш; Отечество славлю; Тучки; Что такое хорошо…
- 1983 — «Маяковский начинается», опера-феерия. Композитор: Андрей Петров, либретто: Марк Розовский.
- 1984 — «Ночь», песня композитора Давида Тухманова на фрагменты предсмертного стихотворения Владимира Маяковского.
- 1986—1988 — программа ансамбля «Песняры» «Во весь голос», состоявшая из песен Владимира Мулявина на стихи Владимира Маяковского[46].
- 1987 — «Левый марш» — Егор Летов в песне «КГБ-рок» из альбома «Некрофилия» использует первую часть стиха.
- 1988 — «Самоотвод» («Про окурок и курок»), песня Егора Летова и группы «Гражданская оборона», посвящённая самоубийству Владимира Маяковского. В 1990 году Летов называл «Самоотвод» одной из его «наилюбимейших песен».
- 2001 — песня Владимир Струганова на одно из ранних стихотворений Владимира Маяковского «Военно-морская любовь».
- 14 апреля 2005 года фирмой «АнТроп» был выпущен альбом-трибьют «Живой Маяковский» — диск с песнями на его стихи, музыку к которым сочинили современные музыканты. 19 июля 2008 года в свет вышел второй диск[47].
- 7 февраля 2007 — песня «Маяк» группы «Сплин» на стихотворение Владимира Маяковского «Лиличка! Вместо письма»[48][49].
- 2016 — альбом «Облако в штанах» группы «План Ломоносова» на стихи из одноимённой поэмы Владимира Маяковского[50][51].

## В кинематографе
- 1914 — «Драма в кабаре футуристов № 13». Маяковский исполнил в картине «демоническую» роль[52].
- В 1918 году Маяковский написал сценарий для фильма «Не для денег родившийся»[53] по мотивам романа Джека Лондона «Мартин Иден». Поэт сам сыграл главную роль Ивана Нова. Не сохранилось ни одной копии этого фильма. Фрагмент фотографии из кинофильма, где Маяковский в образе Ивана Нова, можно посмотреть в книге во вкладных листах с фотоиллюстрациями.[54].
- 1918 — «Закованная фильмой». Сохранился фрагмент первой части (с участием Маяковского).
- 1918 — «Барышня и хулиган». Режиссёры фильма Владимир Маяковский и Евгений Славинский. В основе сюжета рассказ Эдмонда д’Амичиса «Учительница рабочих». Сценарий Владимира Маяковского, в заглавных ролях — он и Александра Ребикова.
- 1928 — «Октябрюхов и Декабрюхов». Сценарий этой эксцентрической комедии был написан Владимиром Маяковским к десятилетию Октябрьской революции.
- 1928 — «Три комнаты с кухней». По мотивам сценария В. В. Маяковского «Как поживаете?»[55].
- 1955 — «Они знали Маяковского», историко-революционный фильм режиссёра Николая Петрова, Ленинградская студия кинохроники; воспроизводит отдельные сцены из одноимённой пьесы В. Катаняна в постановке Ленинградского государственного академического театра им. А. С. Пушкина.
- 1958 — «Маяковский начинался так». Фильм-биография по мотивам автобиографической повести Маяковского «Я сам». В роли Маяковского — Родам Челидзе. «Грузия-фильм».
- 1962 — «Летающий пролетарий», мультфильм по мотивам одноимённой поэмы.
- 1962 — «Баня», мультфильм по мотивам одноимённой пьесы.
- 1970 — «Барышня и хулиган», телефильм-балет на основе сценария 1918 года режиссёра Аполлинария Дудко.
- 1975 — «Маяковский смеётся». Фильм-коллаж, комедия режиссёра Сергея Юткевича снята по пьесе «Клоп» и сценарию «Позабудь про камин» В. Маяковского.
- 1977 — «Вперёд, время!». Мультфильм по мотивам стихотворений В. Маяковского.

### Киновоплощения
| Год  | Страна                          | Название                          | Режиссёр                                                  | Владимир Маяковский     | Комментарии                                                                         |
| ---- | ------------------------------- | --------------------------------- | --------------------------------------------------------- | ----------------------- | ----------------------------------------------------------------------------------- |
| 1947 | СССР                            | Свет над Россией                  | Сергей Юткевич                                            | Борис Ливанов           | в титрах не указан                                                                  |
| 1947 | СССР                            | Весна                             | Григорий Александров                                      | ?                       | в титрах не указан                                                                  |
| 1955 | СССР                            | Они знали Маяковского             | Николай Петров                                            | Николай Черкасов        | Телефильм по пьесе В. Катаняна в постановке Ленинградского театра им. А. С. Пушкина |
| 1958 | СССР                            | Маяковский начинался так          | Константин Пипинашвили                                    | Родам Челидзе           | Производства «Грузия-фильм»                                                         |
| 1975 | СССР                            | Маяковский смеётся                | Сергей Юткевич Анатолий Каранович                         | Анатолий Переверзев     |                                                                                     |
| 1988 | Великобритания                  | «Свидетельство» (англ. Testimony) | Тони Палмер                                               | Петер Фелькнер          |                                                                                     |
| 1989 | СССР · Польша                   | Дежа вю                           | Юлиуш Махульский                                          | Анатолий Котенёв        |                                                                                     |
| 1994 | Украина                         | Мсье Робина                       | Александр Бурко                                           | Александр Ливер         |                                                                                     |
| 2002 | Великобритания · США · Германия | Доктор Живаго                     | Джакомо Кампиотти                                         | Карел Добрый            |                                                                                     |
| 2004 | Россия                          | Грехи отцов                       | Роман Нестеренко, Владимир Филимонов, Вера Харыбина и др. | Дмитрий Ермилов         | Телероман, 29 серий                                                                 |
| 2004 | Россия                          | Смерть Таирова                    | Борис Бланк                                               | Роман Агеев             |                                                                                     |
| 2005 | Россия                          | Есенин                            | Игорь Зайцев                                              | Евгений Дятлов          |                                                                                     |
| 2012 | Россия                          | Маяковский. Два дня               | Дмитрий Томашпольский Алёна Демьяненко                    | Андрей Чернышов         | Телесериал, 8 серий                                                                 |
| 2014 | Россия                          | Временщик (телесериал)            | Юрий Музыка                                               | Сергей Иванюк (3 серия) | Телесериал, 8 серий                                                                 |
| 2017 | Россия                          | ВМаяковский                       | Александр Шейн                                            | Юрий Колокольников      |                                                                                     |
| 2019 | Россия                          | Подкидыш                          | Антон Борматов                                            | Максим Фомин            | Телесериал, 12 серий                                                                |
| 2022 | Россия                          | Карамора                          | Данила Козловский                                         | Николай Комягин         | Телесериал, 8 серий                                                                 |

### Документальные фильмы и телепередачи
- 1955 — «Маяковский».
- 1969 —  Я сам. Моя революция. О творчестве В. Маяковского (реж. С. Евлахишвили. ТО Экран и Грузия-фильм)
- 1972 — «Живой Маяковский».
- 1976 — «Маяковский с нами».
- 1981 — «Париж. Почему Маяковский?..»
- 1984 — «Музей Маяковского в Москве».
- 1990 — «Владимир Маяковский».
- 2002 — «Смертельная игра Маяковского».
- 2002 — «Маяковский. Смерть поэта».
- 2005 — «Живой Маяковский».
- 2006 — «Про это, про поэта и про Лилю Брик».
- 2013 — «Владимир Маяковский. „Третий лишний“»[56][57].
- 2013 — «Маяковский. „Последняя любовь, последний выстрел“»[58].
- 2015 — «Владимир Маяковский. „Последний апрель“»[59][60].
- 2016 — «Маяковский. „Улика из прошлого“»[61].
- 2020 — «Секретные материалы. „Смертельная муза Владимира Маяковского“»[62].
- 2021 — «Владимир Маяковский. „Последний день“»[63].

### Учебные фильмы
- 1971 — «Маяковский. Товарищу Нетте».
- 1980 — «Рассказ о Кузнецкстрое и людях Кузнецка».

## В театре
- 29 октября 2006 года в Театре «Эрмитаж» состоялась премьера спектакля «О сущности любви». Спектакль по Маяковскому и отчасти о Маяковском. В спектакль введены реальные документы и мемуары. Автор — Владимир Маяковский. Композиция и постановка — Михаил Левитин.
- В 2018 году состоялась премьера Городского мюзикла «Маяковский» Алексея Шошева и Александра Лебедева в Театре Луны (АНО «Музыкальное сердце театра»)[64]. Роль Поэта исполняют Андрей Школдыченко и Артём Крестников.
- 2 марта 2018 года в Театре «Школа драматического искусства» состоялась премьера пьесы-путешествия по судьбам двух поэтов: Маяковского и Хлебникова — «Председатели земного шара». Режиссёр — Заслуженный артист РФ Александр Огарёв. Роль Маяковского исполняет Андрей Харенко.

## Участие в антирелигиозной кампании
В 1928—1929 годах произошли серьёзные изменения во внутренней политике СССР: был свёрнут НЭП, началась коллективизация сельского хозяйства, в газетах появились материалы показательных судебных процессов над «вредителями».
В 1929 году вышло Постановление ВЦИК «О религиозных объединениях», ухудшавшее положение верующих. В том же году была отредактирована ст. 4 Конституции РСФСР: вместо «свободы религиозной и антирелигиозной пропаганды» в республике признавалась «свобода религиозных исповеданий и антирелигиозной пропаганды».
В результате в государстве возникла потребность в антирелигиозных художественных произведениях, отвечающих идеологическим изменениям. На эту потребность откликнулся ряд ведущих советских поэтов, писателей, журналистов и кинематографистов. В их числе был и Маяковский. В 1929 году он написал стихотворение «Надо бороться», в котором заклеймил верующих и призвал к богоборчеству.
В том же 1929 году он вместе с Максимом Горьким и Демьяном Бедным принял участие во II съезде Союза воинствующих безбожников. В своём выступлении на съезде Маяковский призвал писателей и поэтов к участию в борьбе с религией.

«Мы можем уже безошибочно различать за католической сутаной маузер фашиста. Мы можем уже безошибочно за поповской рясой различать обрез кулака, но тысячи других хитросплетений через искусство опутывают нас той же самой проклятой мистикой. <…> Если ещё можно так или иначе понять безмозглых из паствы, вбивающих в себя религиозное чувство в течение целых десятков лет, так называемых верующих, то писателя-религиозника, который работает сознательно и работает всё же религиозничая, мы должны квалифицировать или как шарлатана, или как дурака.
Товарищи, обычно дореволюционные ихние собрания и съезды кончались призывом „с богом“,- сегодня съезд кончится словами „на бога“. Вот лозунг сегодняшнего писателя».

## Награды
- Нагрудная серебряная медаль «За усердие» на Станиславской ленте (1917)[10].

## Память
- Именем Маяковского названо множество улиц в городах России и других стран: Калуга, Иркутск, Сургут, Берлин, Бишкек, Дзержинск, Донецк, Звенигород, Ижевск, Казань, Калининград, Кисловодск, Кувандык, Кузнецк, Курск, Кутаиси, Магнитогорск, Минск, Москва, Мурманск, Одесса, Омск, Орле (наименована 19 ноября 1949 г.)[67], Пенза, Пермь, Ростов-на-Дону, Рузаевка, Рязань, Самара, Санкт-Петербург, Сортавала, Ставрополь, Тбилиси, Владикавказ, Туапсе, Вологда, Череповец, Грозный, Уфа, Улан-Удэ,Ульяновск, Луганск, Северодонецк, Альметьевск, Новосибирск, Бердск, Якутск.
- Во многих городах имеются памятники Маяковскому — Калуга, Дзержинск, Екатеринбург, Москва, Санкт-Петербург, Тбилиси, Уфа, Новокузнецк, Вологда, Копейск, Пушкино, Орехово-Зуево, а также в посёлке городского типа Синегорье.
- В московском и петербургском метрополитенах есть станции, названные именем Маяковского — станция Маяковская в Москве, станция Маяковская в Санкт-Петербурге.
- Именем Маяковского названо множество театров, кинотеатров и пр.:
  - Московский театр им. Вл. Маяковского,
  - Норильский Заполярный театр драмы им. Вл. Маяковского,
  - Брянский драматический театр им. Маяковского
  - Государственный русский драматический театр в Душанбе,
  - Дворец культуры имени Маяковского в Новокузнецке,
  - ЦПКиО им. Маяковского в Екатеринбурге,
  - кинотеатр в Запорожье,
  - «Парк культуры и отдыха им. Маяковского» в Белой Калитве,
  - кинотеатр им. Маяковского в Новосибирске,
  - кинотеатр им. Маяковского в Омске,
  - библиотека имени В. В. Маяковского в Калининграде,
  - Центральная городская публичная библиотека имени В. В. Маяковского в Санкт-Петербурге,
  - Дом писателя имени В. В. Маяковского (Ленинград / Санкт-Петербург),
  - Челябинская областная детская библиотека им. В. Маяковского.
- В честь Владимира Маяковского названа малая планета (2931) Маяковский, открытая 16 октября 1969 года Л. И. Черных[68].
- В 1937 году была создана Библиотека-музей В. В. Маяковского в Москве, в 1968 году она преобразована в Государственный музей В. В. Маяковского.
- В 1997 году была учреждена «Всероссийская литературная премия имени В. В. Маяковского»[69].
- В советское время родной посёлок поэта Багдати носил название Маяковский. Его имя также носит село в Калининградской области.
- В честь В. В. Маяковского названо воздушное судно А330 VQ-BCU, принадлежащее Аэрофлоту.
- В городе Уфа открыто культурное кафе «Маяковский», на ул. Крупской, 4.

## Галерея

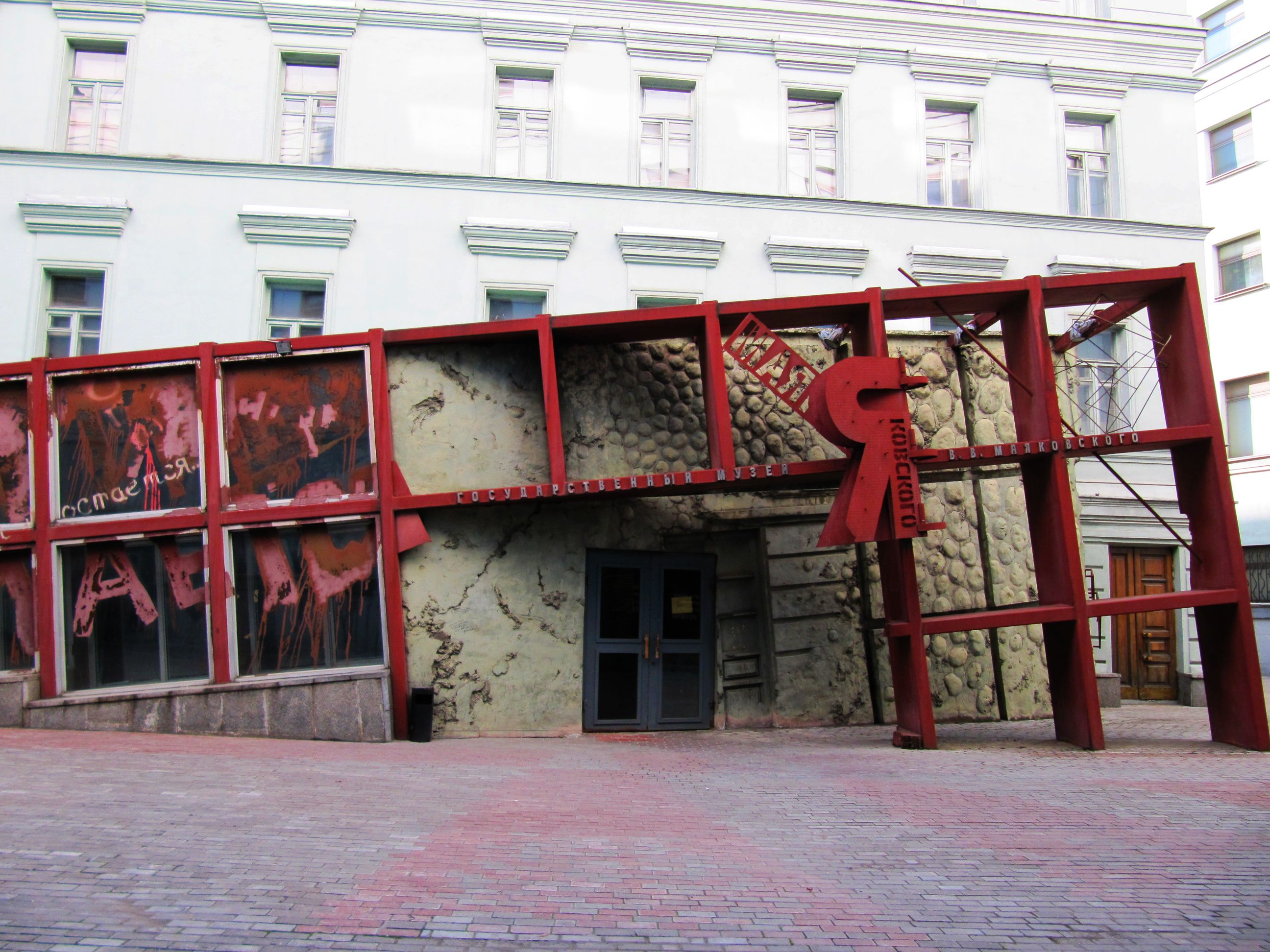
Музей Маяковского в Москве
Памятник Владимиру Маяковскому в Зыряновске
Станция метро «Маяковская» в Санкт-Петербурге
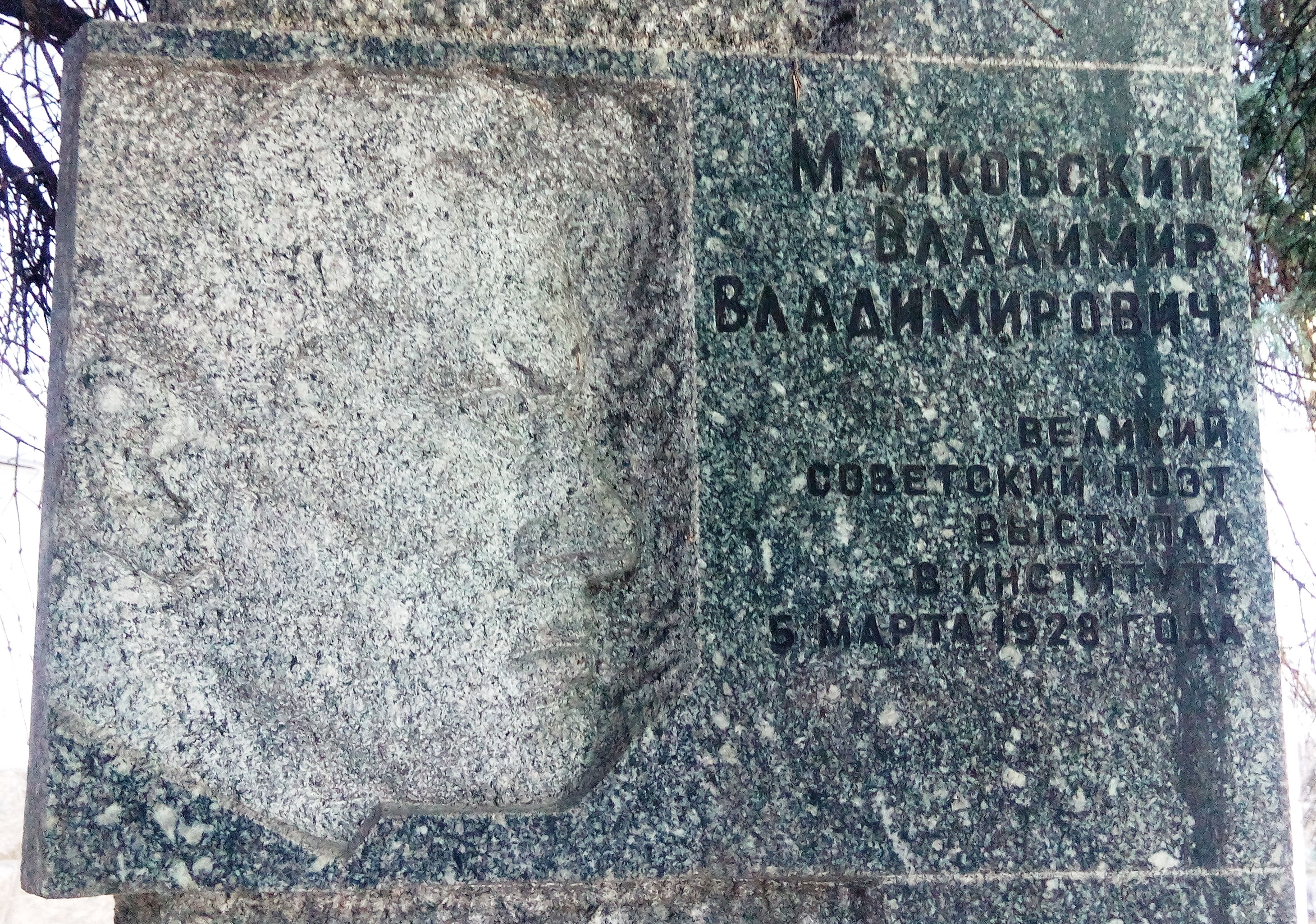
Барельеф Владимиру Маяковскому перед центральным корпусом НТУ «Днепровская политехника»
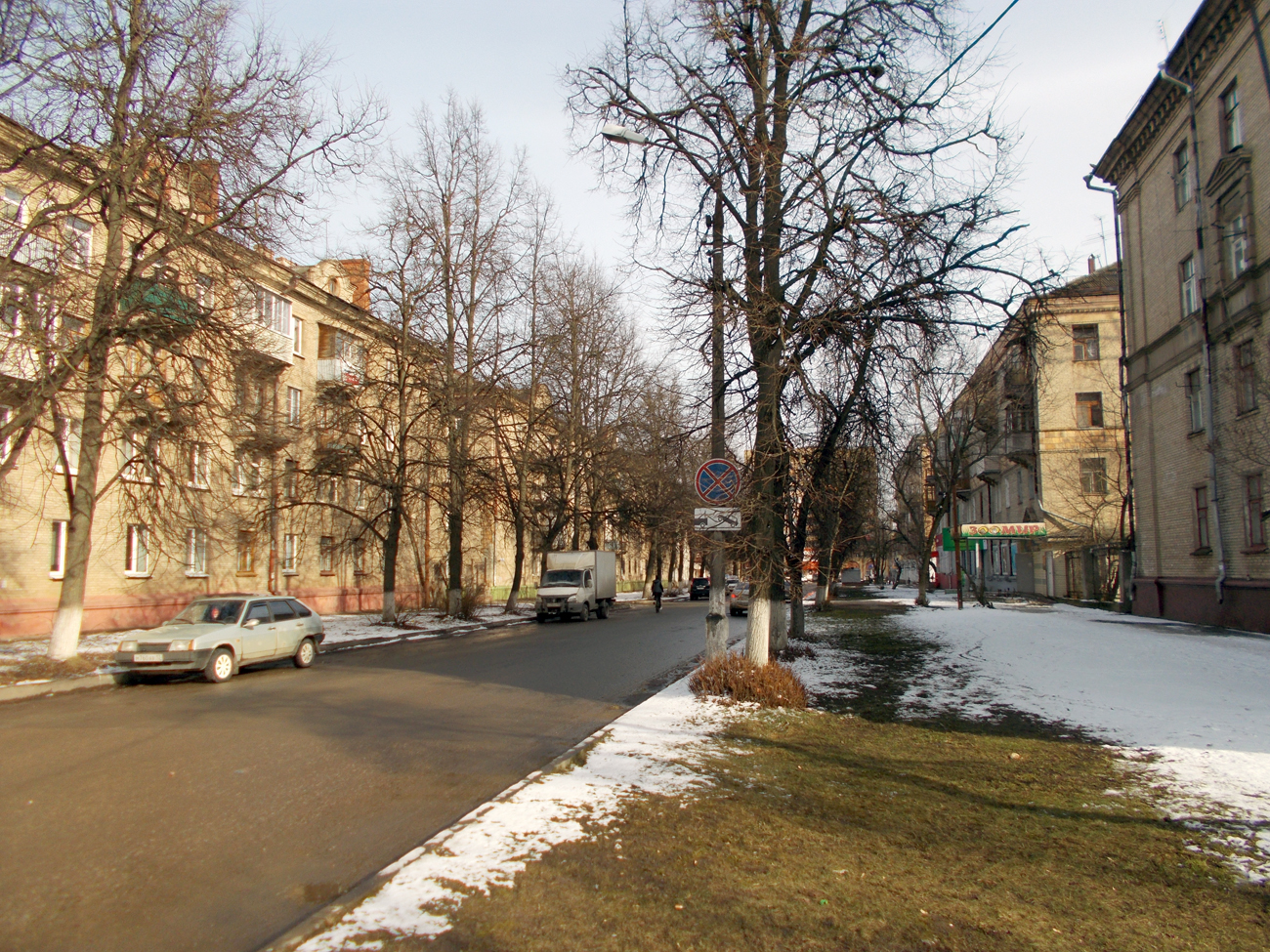
Улица Маяковского в Электростали
Памятник Маяковскому в Пушкино Московской области
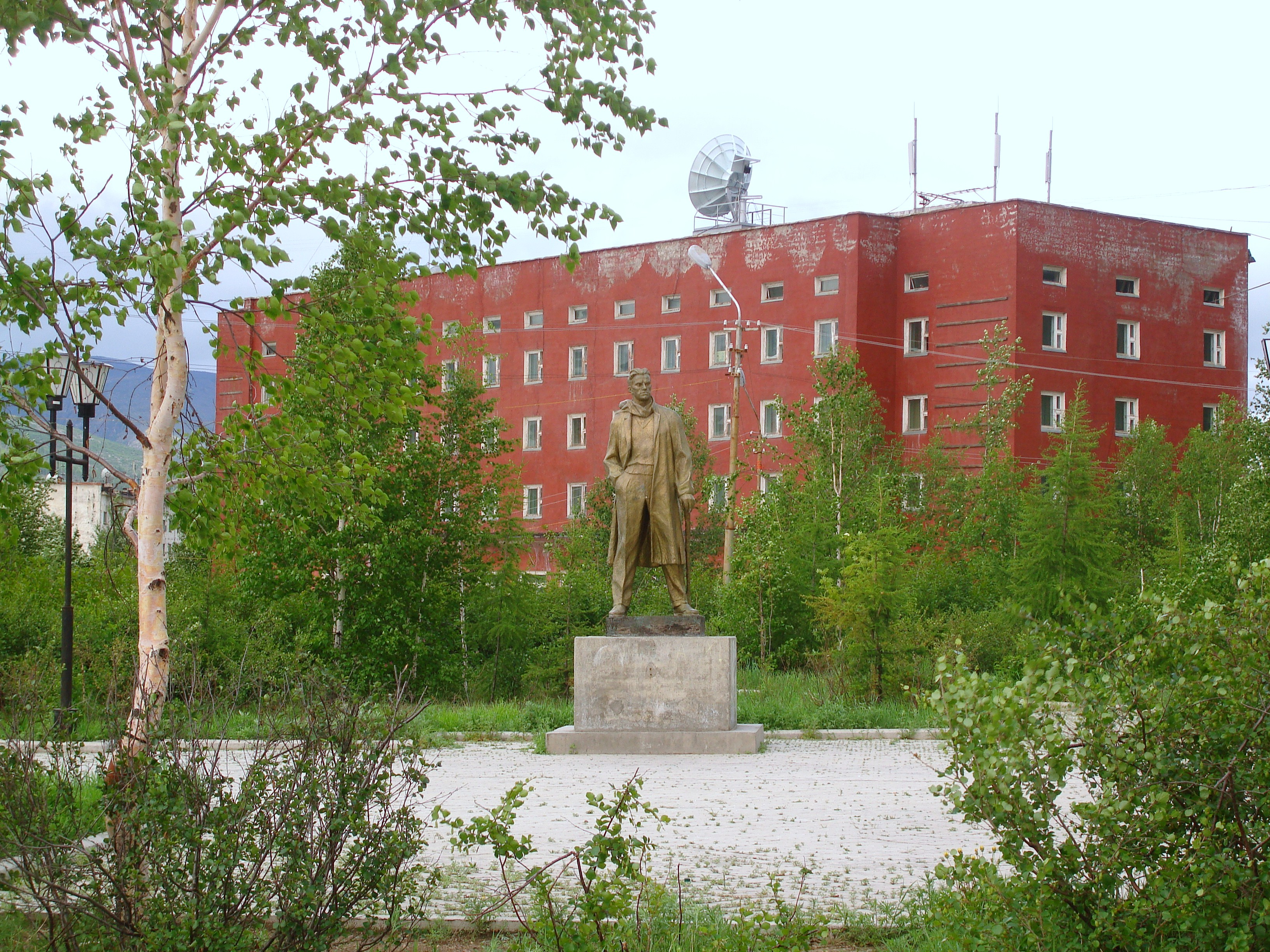
Памятник В. В. Маяковскому в посёлке городского типа Синегорье Магаданской области

- В честь Маяковского был назван пароход, затонувший в Риге в 1950 году.

Памятная доска в Баку

- В Баку, на стене, на боковом фасаде старинного здания нынешнего Азербайджанского государственного педагогического университета установлена памятная доска с барельефом Маяковского и памятным текстом на азербайджанском и русском языках: «Здесь, в большом зале Азербайджанского педагогического института, неоднократно читал свои произведения великий советский поэт Владимир Владимирович Маяковский»[23].
- В честь поэта назван четырёхпалубный круизный теплоход 301 проекта, построенный в Германии в 1978 году.
- В честь Маяковского названа школа № 1 города Джермук (Армения).
- В честь Владимира Маяковского названа школа в Москве (с 2017 года — школа имени В. В. Маяковского, до этого — гимназия № 1274 имени В. В. Маяковского)[70].

### Музеи
В 1937 году была открыта Библиотека-музей Маяковского в Москве (бывший Гендриков переулок, ныне переулок Маяковского). В январе 1974 года в Москве открыт Государственный музей Маяковского (на Большой Лубянке). В 2013 году главное здание музея закрылось на реконструкцию, но выставки по-прежнему проходят. Посетить их можно по адресу: Москва, Малая Дмитровка 29, стр. 4 («Домик Чехова»).
В 1941 году Музей Маяковского открыт в городе Багдати в Грузии.
Дача-музей В. В. Маяковского открыта в 1969 году в городе Пушкино Московской области (микрорайон Акулова Гора).

### В филателии

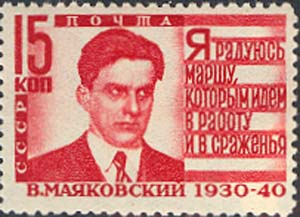
Почтовая марка СССР 1940 года из серии «10-летие со дня смерти поэта В. В. Маяковского». Портрет В. Маяковского. Отрывок из поэмы «Хорошо!», красная
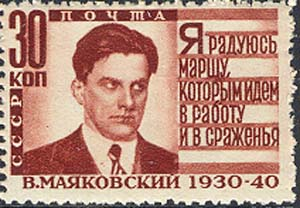
Почтовая марка СССР 1940 года из серии «10-летие со дня смерти поэта В. В. Маяковского». Портрет В. Маяковского. Отрывок из поэмы «Хорошо!», красно-коричневая
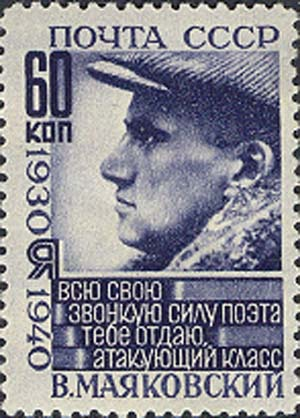
Почтовая марка СССР 1940 года из серии «10-летие со дня смерти поэта В. В. Маяковского». Портрет В. Маяковского. Отрывок из поэмы «Владимир Ильич Ленин», чёрно-синяя
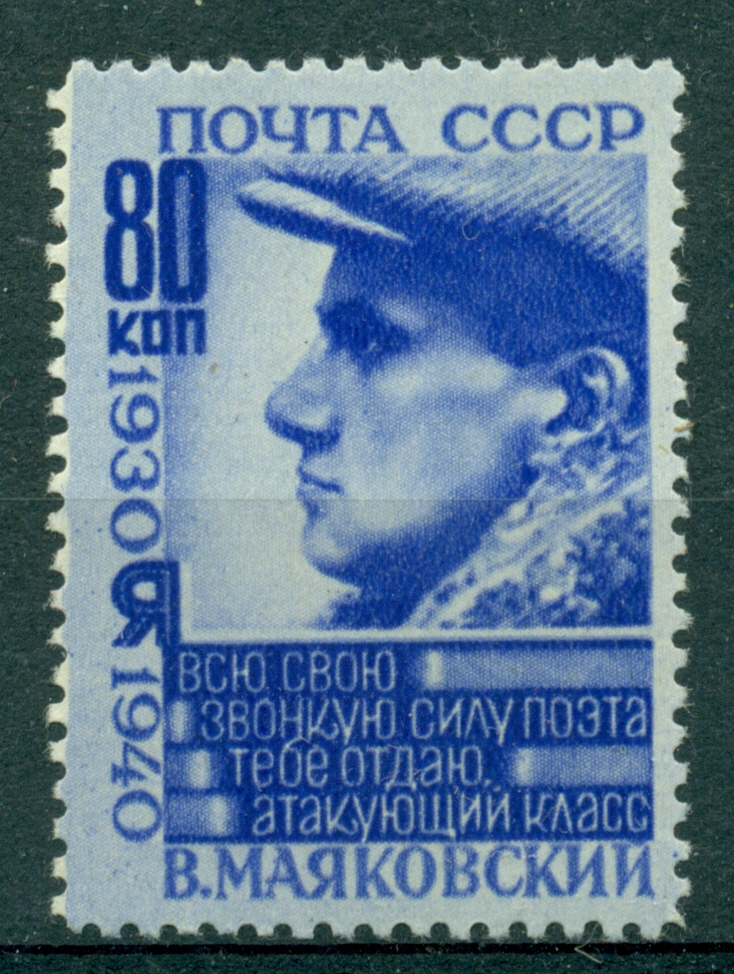
Почтовая марка СССР 1940 года из серии «10-летие со дня смерти поэта В. В. Маяковского». Портрет В. Маяковского. Отрывок из поэмы «Владимир Ильич Ленин», ультрамариновая
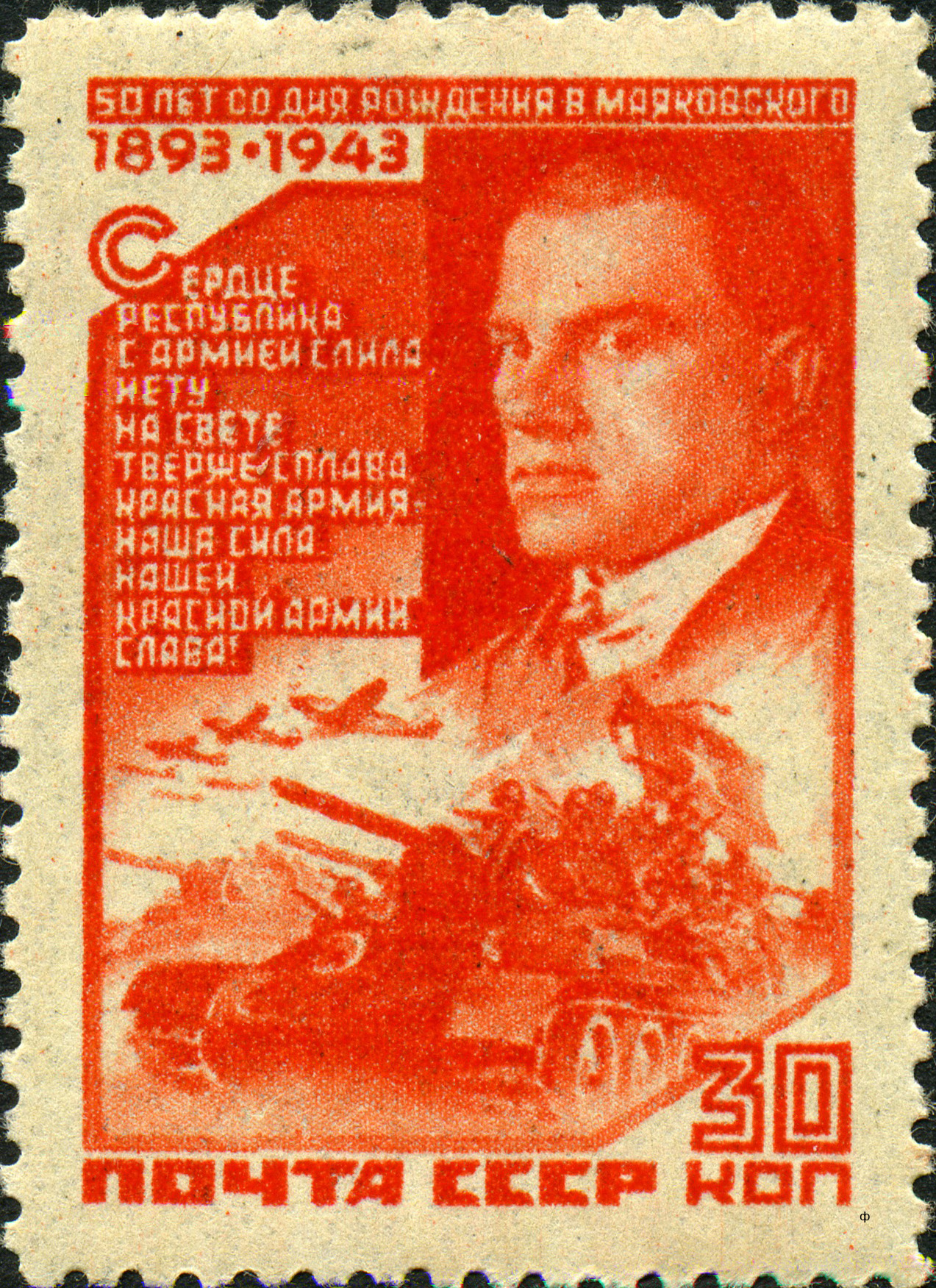
Почтовая марка СССР, 1943 год
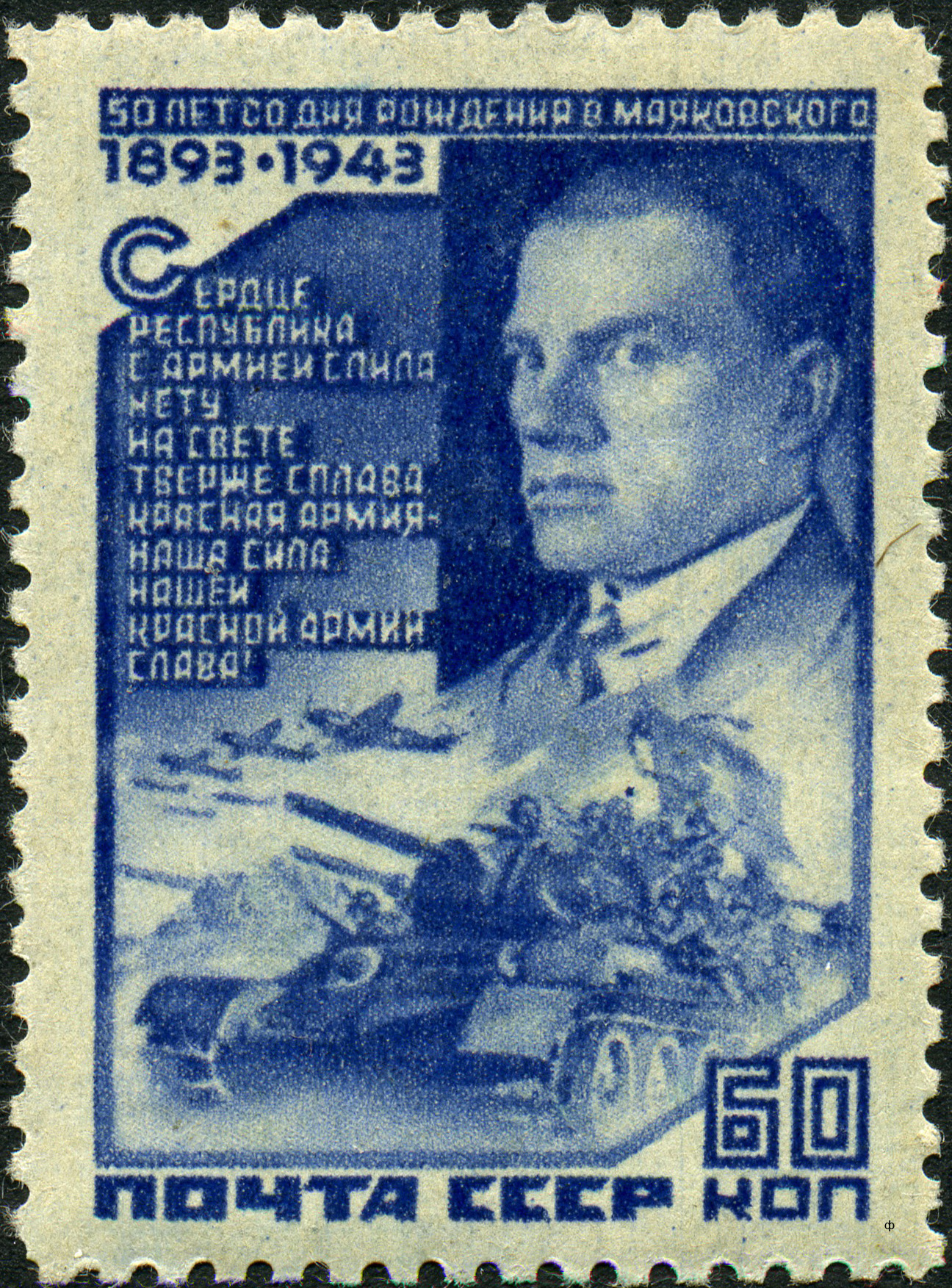
Почтовая марка СССР, 1943 год
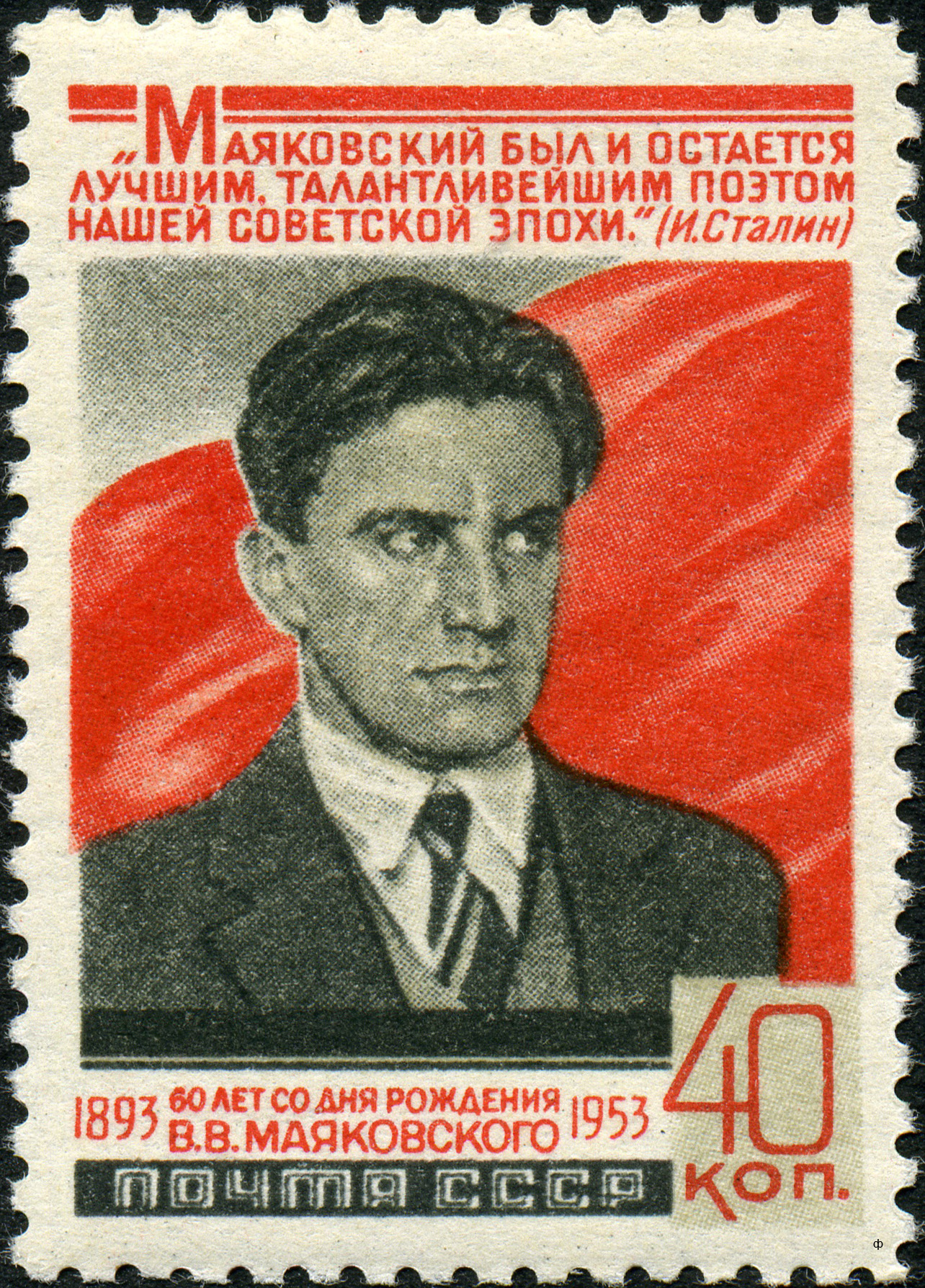
Почтовая марка СССР, 1953 год: 60 лет со дня рождения Маяковского. Художник Дубасов
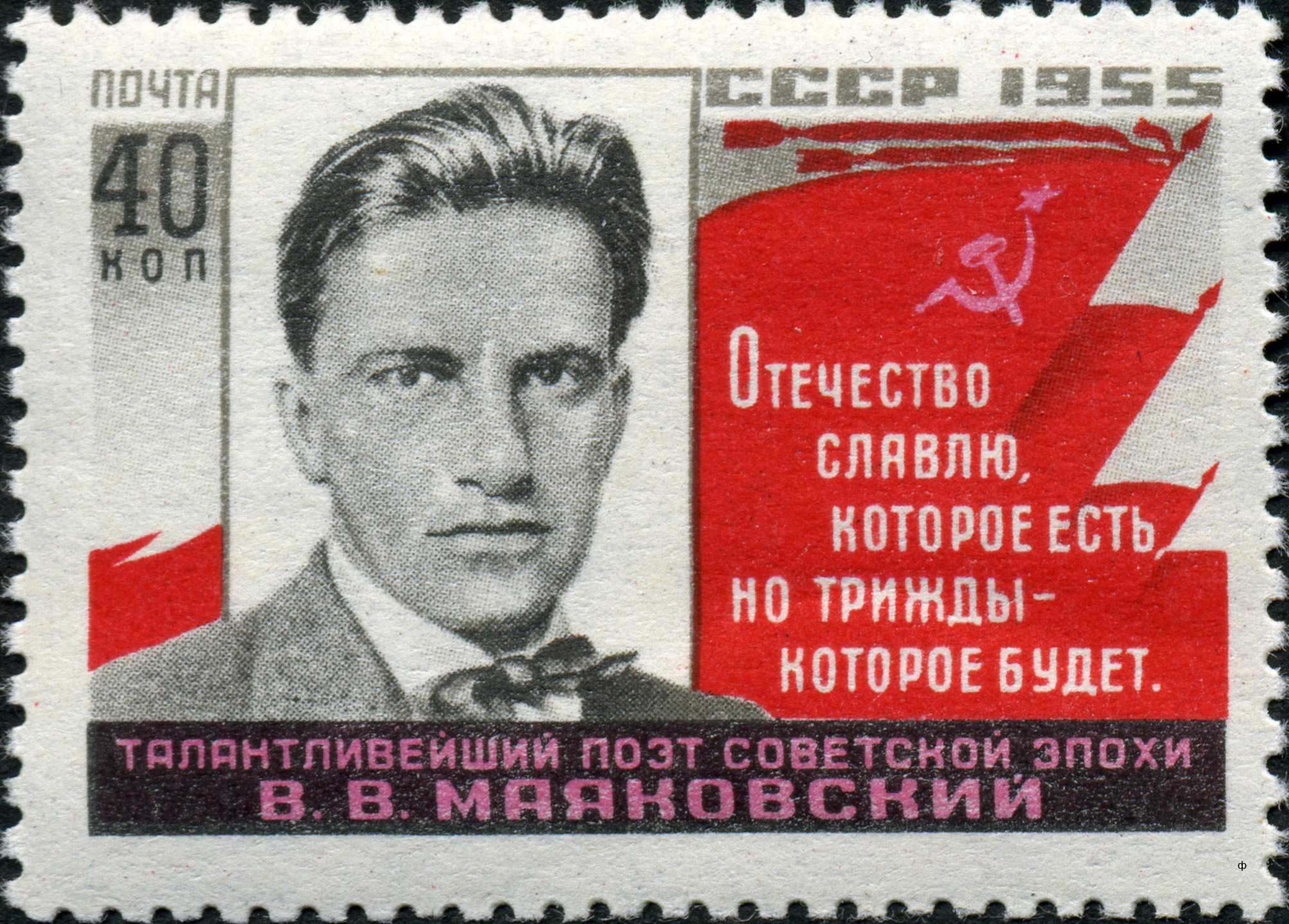
Почтовая марка СССР, 1955 год
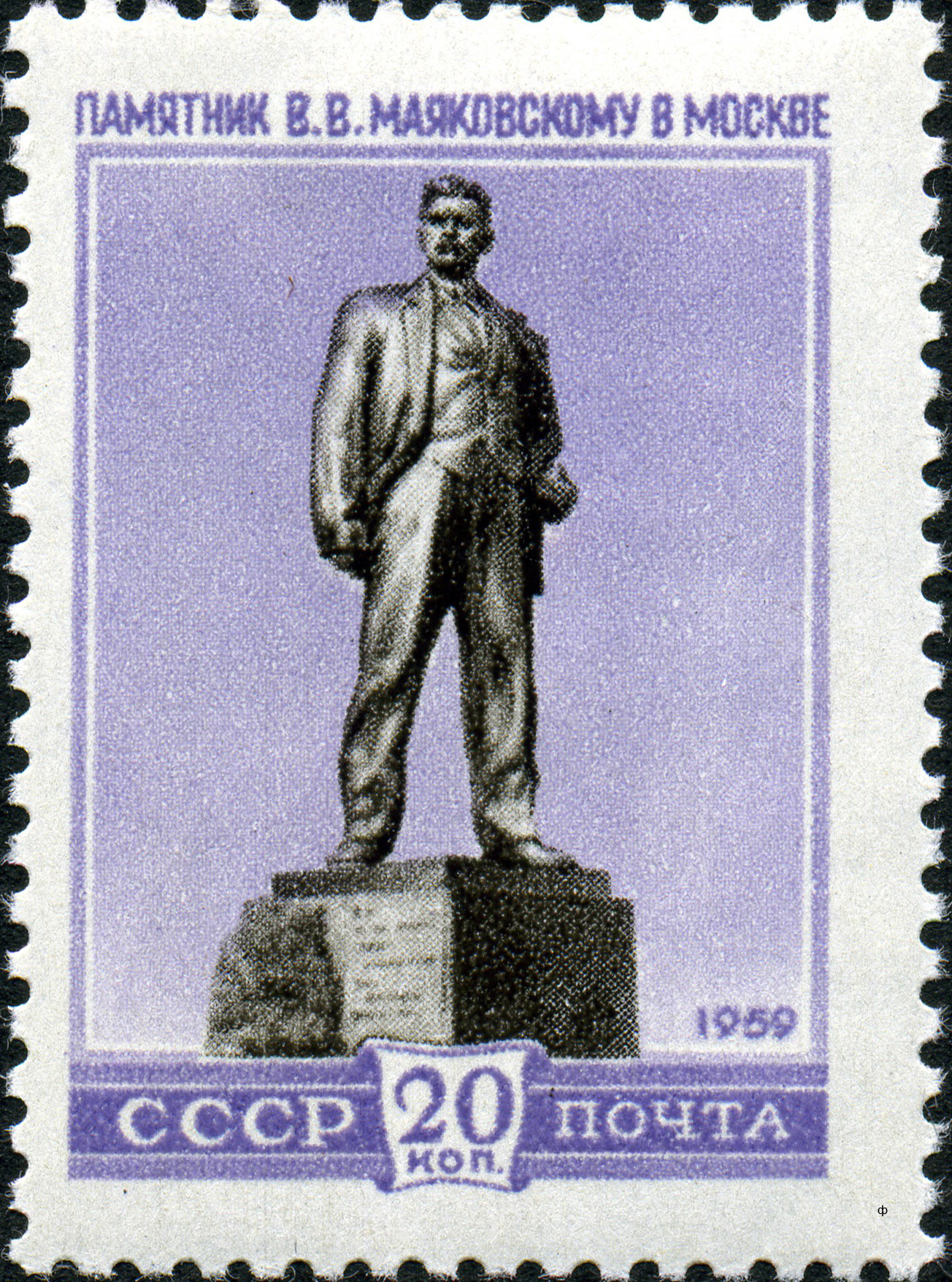
Почтовая марка СССР, 1959 год: памятник Маяковскому в Москве
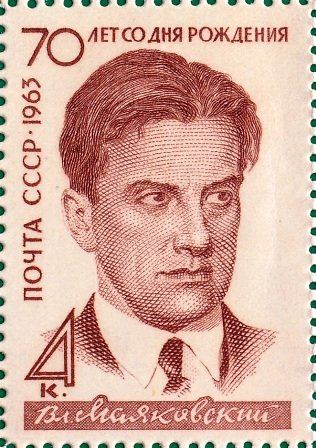
Почтовая марка СССР, 1963 год
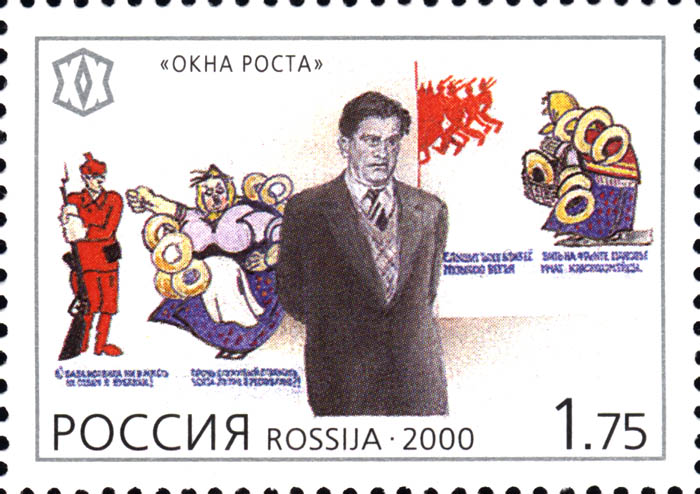
Почтовая марка России, 2000 год: Владимир Маяковский и Окна РОСТА.

Маяковский также изображён на почтовой марке Болгарии 1955 года.

### В нумизматике
- 1 рубль. 100-летие со дня рождения В. В. Маяковского (дата выпуска — 14.07.1993; материалы: медь, никель; качество пруф, анциркулейтед; серия — «Выдающиеся личности России»)[73]. Художник — А. А. Колодкин[74].

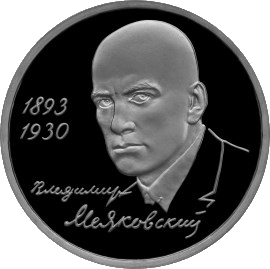
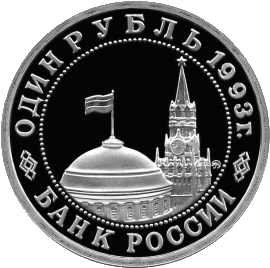

- Жетон 2009 года. Водочные жетоны. Серия — «Культура и искусство»[75][76].

### Книги
- Альфонсов В. Нам слово нужно для жизни. В поэтическом мире Маяковского. — М.: Советский писатель, 1984. — 248 с. — 20 000 экз.
- «В том, что умираю, не вините никого»?.. Следственное дело В. В. Маяковского. Документы. Воспоминания современников / Вступ. статья, сост., подгот. текста и коммент. С. Е. Стрижнёвой; науч. ред. А. П. Зименков; Государственный музей В. В. Маяковского. — М.: Эллис Лак 2000, 2005. — 672 с. — ISBN 5-902152-14-3.
- Вайскопф Михаил. Во весь Логос: Религия Маяковского. — М. — Иерусалим: Саламандра, 1997. — 176 с. — ISBN 5-7820-0034-1.
- Владимир Маяковский: pro et contra: Антология / Составитель Владимир Дядичев. — М.: Издательство Русского Христианского гуманитарного института, 2006. — 1072 с. — (Русский путь). — 800 экз. — ISBN 5-88812-237-8.
- В. В. Маяковский: Pro et contra: Личность и творчество Владимира Маяковского в оценке современников и исследователей: Антология / Российская академия образования, Северо-западное отделение; Ответственный редактор тома Д. К. Бурлака; составитель В. Н. Дядичев. — СПб.: Издательство Русской христианской гуманитарной академии, 2013. — Т. 2. — 840 с. — (Русский путь). — 300 экз. — ISBN 978-5-88812-530-4.
- Владимир Маяковский глазами современниц / Составитель Вера Терёхина. — СПб.: Росток, 2014. — 608 с. — (Неизвестный XX век). — 1000 экз. — ISBN 978-5-94668-155-1.
- Гончаров Б. П. Поэтика Маяковского: Лирический герой послеоктябрьской поэзии и пути его художественного утверждения. — М.: Наука, 1983. — 352 с.
- Дядичев В. Н. Жизнь Маяковского. Верить в революцию. — М.: Алгоритм, 2013. — 448 с. — 1000 экз. — ISBN 978-5-4438-0323-4.
- Имя этой теме: любовь! Современницы о Маяковском / Составитель Василий Катанян. — М.: Дружба народов, 1993. — 336 с. — (Литературные мемуары. XX век). — 45 000 экз. — ISBN 5-285-00054-8.
- Кантор К. М. Тринадцатый апостол. — М.: Прогресс-Традиция, 2008. — 368 с. — ISBN 5-89826-225-3.
- Карабчиевский Ю. А. Воскресение Маяковского. — М., 1990. Архивировано 9 августа 2011 года.
- Катанян В. А. Краткая летопись жизни и работы В. В. Маяковского. — М.: Советский писатель, 1939.
- Катанян Василий В. Лиля Брик, Владимир Маяковский и другие мужчины. — М.: Захаров, АСТ, 1998. — 174 с. — ISBN 5-8159-0012-5.
- Катанян В. А., Катанян Г. Д. Распечатанная бутылка / Сост. Я. И. Гройсман; Авт. вступ. статей В. В. Катанян. — Нижний Новгород: Деком, 1999. — 352 с. — ISBN 5-89533-012-6.
- Кацис Л. Ф. Владимир Маяковский: Поэт в интеллектуальном контексте эпохи. — 2-е изд., доп.. — М.: РГГУ, 2004. — 830 с. — ISBN 5-7281-0698-6.
- Коваленко С. А. «Звёздная дань». Женщины в судьбе Маяковского. — М.: Эллис Лак 2000, 2006. — 592 с. — 5000 экз. — ISBN 5-902152-13-5.
- Колесникова Лариса. Другие лики Маяковского. — М.: Витязь-Братишка, 2008. — 184 с. — ISBN 978-5-902104-25-4.
- Лавут П. И. Маяковский едет по Союзу. — М.: Советская Россия, 1969.
- Маяковская А. А. Детство и юность Владимира Маяковского: Из воспоминаний матери. — М.: Детская литература, 1970. — 94 с.
- Маяковский и современность: [Сборник статей] / Составитель А. М. Ушаков. — М.: Современник, 1977. — 350 с. — 50 000 экз.
- Маяковский и современность / Редактор А. М. Ушаков. — М.: Наука, 1985. — 192 с. — 9000 экз.
- Маяковский — художник: каталог выставки / Государственный музей В. В. Маяковского; Составитель Е. Ю. Иньшакова. — М.: ГММ, 2013. — 80 с.
- Михайлов Ал. Точка пули в конце (Жизнь Маяковского). — М.: Планета, 1993. — 544 с. — ISBN 5-85250-576-5.
- Пицкель Ф. Н. Маяковский: художественное постижение мира: Эпос. Лирика. Творческое своеобразие. Эволюция метода и стиля / Редактор А. М. Ушаков. — М.: Наука, 1979. — 407 с. — 15 700 экз.
- Радзишевский Владимир. Между жизнью и смертью: Хроника последних дней Владимира Маяковского. — М.: Прогресс-Плеяда, 2009. — 112 с. — ISBN 978-5-93006-087-4.
- Россомахин Андрей. Магические квадраты русского авангарда: Случай Маяковского (С приложением Полного иллюстрированного каталога прижизненных книг В. В. Маяковского). — СПб.: Вита Нова, 2012. — 176 с. — ISBN 978-5-93898-380-9.
- Сарнов Б. М. Маяковский. Самоубийство. — М.: Эксмо, 2006. — 720 с. — ISBN 5-699-18644-1.
- Сарнов Б. М. Путеводитель по Маяковскому. — М.: Издательство МГУ, 2012. — 208 с. — (Школа вдумчивого чтения). — ISBN 978-5-211-05337-3.
- Семья Маяковского в письмах (1892—1906) / Сост. В. В. Макаров. — М.: Московский рабочий, 1978. — 416 с.
- Скорятин В. И. Тайна гибели Владимира Маяковского. Новая версия трагических событий, основанная на последних находках в секретных архивах. — М.: Звонница-МГ, 1998. — 272 с. — (XX век: история. Лица, лики и личины). — ISBN 5-88093-044-0.
- Солнце Маяковского на Акуловой горе / Сост. и вступ. ст. В. В. Панченкова; Предисл. С. Е. Стрижнёвой; Научный ред. А. П. Зименков. — М.: ГММ, 2011. — 47 с.
- Творчество Маяковского в начале XXI века: Новые задачи и пути исследования / Редкол. А. П. Зименков, В. Н. Терёхина, А. М. Ушаков (отв. ред.), А. И. Чагин. — М.: ИМЛИ РАН, 2008. — 800 с. — ISBN 978-5-9208-0294-1.
- Тренин В. В «мастерской стиха» Маяковского. — М.: Советский писатель, 1937. — 212 с. — (Как работали классики). — 10 000 экз.
- Триоле Эльза. Маяковский, 1939 / В пер. Н. Семонифф. — 2012. — ISBN 978-1-4675-2067-6.
- Фёдорова Е. В. Гибель В. В. Маяковского — закономерность или случайность? — М.: Новый ключ, 2011. — 152 с. — ISBN 978-5-7082-0346-5.
- Фивейский Владимир. Нора. Последняя любовь Маяковского; Полонская Вероника. Воспоминания: [Факсимильное воспроизведение рукописи 1938 года]. — М.: Сканрус, 2009. — 240 с. — ISBN 978-5-93221-135-9.
- Харджиев Н., Тренин В. Поэтическая культура Маяковского. — М.: Искусство, 1970. — 328 с. — 10 000 экз.
- Черёмин Г. С. Пушкин и Маяковский. — М.: Правда, 1949. — 22 с. — (Всесоюзное общество по распространению политических и научных знаний). — 40 000 экз.
- Черёмин Г. С. Ранний Маяковский: Путь поэта к Октябрю / АН СССР, Институт русской литературы (Пушкинский дом). — М.—Л.: Издательство Академии наук СССР, 1962. — 187 с.
- Черёмин Г. С. Путь Маяковского к Октябрю. — М.: Наука, 1975. — 248 с. — 44 600 экз.
- Черёмин Г. С. В. В. Маяковский в литературной критике: 1917—1925 / Ответственный секретарь В. В. Тимофеева; АН СССР, Институт русской литературы (Пушкинский дом). — Л.: Наука, Ленинградское отделение, 1985. — 296 с. — 5300 экз.
- Я земной шар чуть не весь обошёл: Сборник: [О Маяковском] / Сост., вступ. очерки и коммент. В. Н. Терёхиной, А. П. Зименкова. — М.: Современник, 1988. — 558 с. — ISBN 5-270-00330-9.
- Янгфельдт Бенгт. Ставка — жизнь: Владимир Маяковский и его круг = Med livet som insats: Berättelsen om Vladimir Majakovskij och hans krets / Пер. со швед. Аси Лавруши и Бенгта Янгфельдта. — М.: КоЛибри, 2009. — 640 с. — 10 000 экз. — ISBN 978-5-398-00417-7.
- Янгфельдт Бенгт. «Я» для меня мало. Революция/любовь Владимира Маяковского / Пер. со швед. Аси Лавруши и Бенгта Янгфельдта. — М.: КоЛибри, 2012. — 640 с. — ISBN 978-5-389-03480-8.
- Plessix Gray Francine du. Majakowskis letzte Liebe. — Berenberg Verlag, 2008. — ISBN 978-3-937834-27-6.
- Triolet Elsa. Écrits intimes 1912—1939 / Édition établie, préfacée et annotée par Marie-Thérèse Eychart. — Paris, 1998.

### Статьи и фрагменты
- Альфонсов В. Н. В конфликте с любимым искусством // Слова и краски
- Альфонсов В. Н. Поэт-живописец // Слова и краски
- Асеев Н. Н. Маяковский начинается. М, 1940.
- Бем А. Л. Спор о Маяковском // Бем А. Л. Исследования и письма о литературе. — М., 2001. — С. 340—346.
- Брейдо Е. М. Акцентный стих Маяковского // Русский стих: Метрика. Ритмика. Рифма. Строфика: В честь 60-летия М. Л. Гаспарова. — М.: РГГУ, 1996. — С. 51—60. — 336 с. — ISBN 5-7281-0137-2.
- Булавка Л. А. Коммунизм возвращается. Маяковский
- Винокур Г. О. Маяковский — новатор языка // О языке художественной литературы. — М., 1991. — С. 317—407.
- Гаспаров М. Л. Идиостиль Маяковского // Гаспаров М. Л. Избранные труды. Т. II. О стихах. — М.: Языки русской культуры, 1997. — С. 383—415.
- Дядичев В. Н. О чём рассказал инскрипт Маяковского // Библиография. — 2010. — № 5. — С. 92—100.
- Жирмунский В. М. Стихосложение Маяковского // Теория стиха. — Л., 1970. — С. 539—568.
- Иванов Вяч. Вс. Маяковский сегодня // Vittorio. Международный научный сборник, посвящённый 75-летию Витторио Страды / Сост. Сергей Бочаров, Александр Парнис. — М.: Три квадрата, 2005. — С. 505—538.
- Искржицкая И. Ю., Кормилов С. И. Владимир Маяковский. — М.: Издательство МГУ, 1999. — (Перечитывая классику).
- Камир Б. И. Властитель дум : (Рассказ о первой публикации книги Александры Алексеевны Маяковской «Детство и юность Владимира Маяковского») / Борис Исаакович Камир // Детская литература. 1984. — М.: Детская литература, 1985. — С. 35 — 47.
- Катаев В. П. Алмазный мой венец // Собрание сочинений в 10 томах. — Т. 7. — М.: Худож. лит., 1984. — С. 7-226. («О Командоре»)
- Катаев В. П. Трава забвения // Собрание сочинений в 10 томах. — Т. 9. — М.: Худож. лит., 1984.
- Кузин Н. Г. «Сплошное сердце» (Краткие заметки о Поэте) // Кузин Н. Г. Спутники извечные мои… Избранные заметки о русских писателях. Проза. Стихи. Екатеринбург: Банк культурной информации, 2008. С. 77-83.
- Лившиц Б. К. Полутороглазый стрелец
- Никульков А. В. «НА ПЛАНЕТЕ МАЛО ОБОРУДОВАННОЙ» Роман о Владимире Маяковском // Сибирские огни. — 1967 № 10-11, 1970 № 7-8.
- Олеша Ю. К. Вл. Маяковский
- Паперный Зиновий. О Лиле Брик — спутнице жизни и стихов Владимира Маяковского // Знамя. — 1998. — № 6.
- Прокушев Ю. Л.Океан поэзии, океан жизни : к 90-летию со дня рождения Владимира Маяковского / Юрий Львович Прокушев // Детская литература. 1984. — М.: Детская литература, 1985. — С. 3 — 34.
- Смирнов В. Проблема экспрессионизма в России: Андреев и Маяковский // Русская литература. — 1997. — № 2. — С. 55—63.
- Смирнов И. П. Место «мифопоэтического» подхода к литературному произведению среди других толкований текста (о стихотворении Маяковского «Вот так я сделался собакой») // Миф — фольклор — литература. — Л., 1978. — С. 186—203.
- Терёхина В. Н. «Двое в одном сердце». Владимир Маяковский и Антонина Гумилина // Человек. — 1999. — № 2.
- Терёхина В. Н. «Любовная лодка разбилась о быт…» Владимир Маяковский: неопубликованные страницы записных книжек и переписки // Человек. — 2000. — № 1.
- Терёхина В. Н. Маяковский Владимир Владимирович // Энциклопедия русского авангарда: Изобразительное искусство. Архитектура  / Авторы-составители В. И. Ракитин, А. Д. Сарабьянов; Научный редактор А. Д. Сарабьянов. — М.: RA, Global Expert & Service Team, 2013. — Т. II: Биографии. Л—Я. — С. 122—124. — ISBN 978-5-902801-11-5.
- Немирова М. Маяковский-художник // Юный художник, № 11 1984, стр. 6 — 9.